# Jagdgeschwader 3

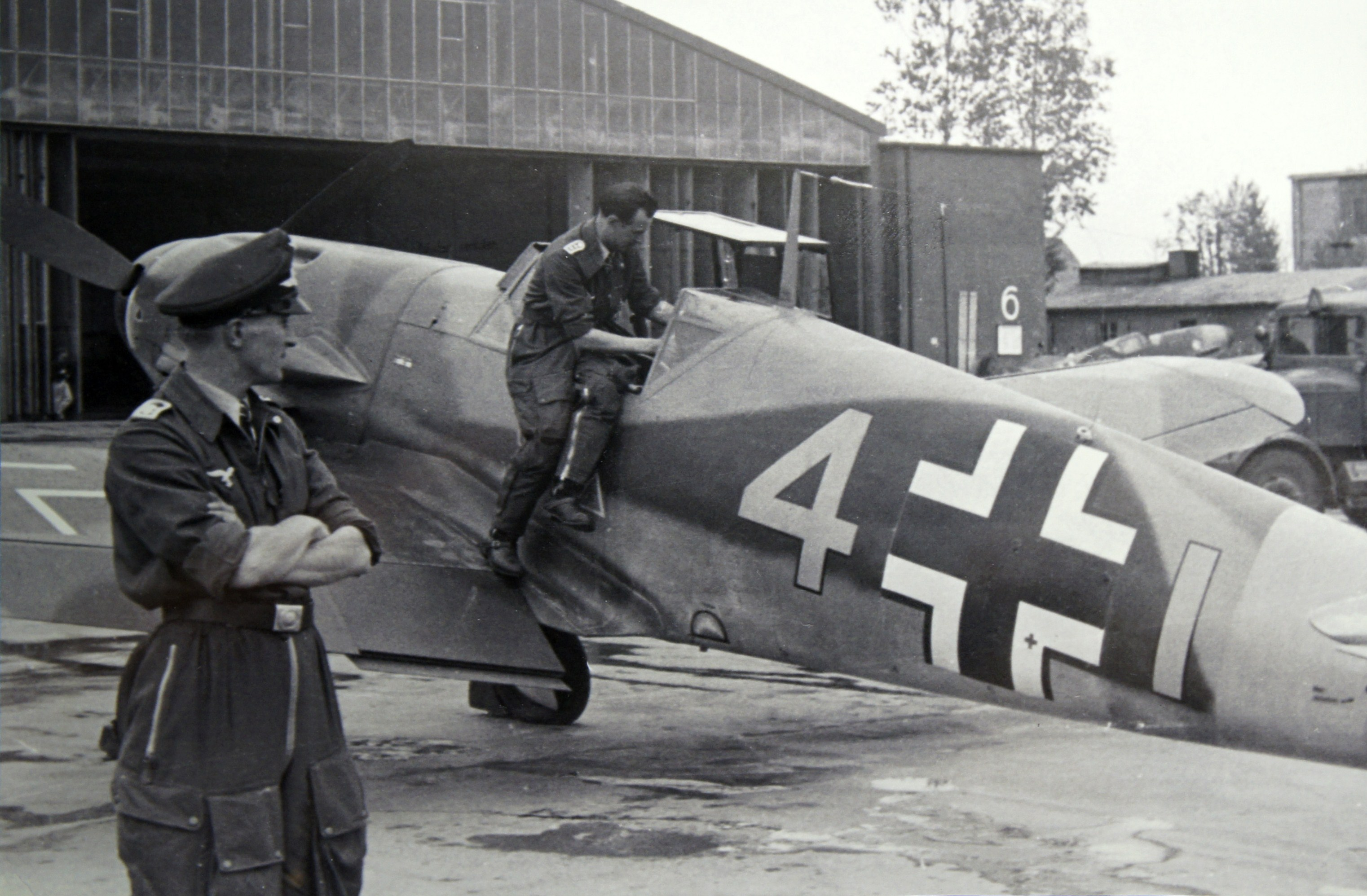
L'Oberfeldwebel Georg Schentke (à gauche) observant son camarade lOberfeldwebel Eberhard von Boremski sur son Bf 109F-4 4 jaune de la 9./JG 3, en transit à Zhuguyev (Russie). Notez le camouflage particulier en bandes probablement issu du schéma original méditerranéen.

La Jagdgeschwader 3 (JG 3) surnommée « Udet », est une escadre de chasse de la Luftwaffe pendant la Seconde Guerre mondiale.
L'unité fut baptisée en l’honneur d'Ernst Udet, mort en 1941.
Active de 1939 à 1945, la JG 3 était affectée aux missions de supériorité aérienne en Europe, dont une bonne partie sur le front Est soviétique puis dans la défense du Reich ; elle combattit également sporadiquement sur le front méditerranéen.

## Opérations
La JG 3 opéra sur des chasseurs Messerschmitt Bf 109E, F, G et K et des Focke-Wulf Fw 190A et D à partir de 1944.

### Formation et premiers combats (1939-1940)

#### Une nouvelle escadre
La création de la JG 3 remonte au printemps 1939 quand la Luftwaffe redésigna ses différentes unités de chasse avec un codage simplifié. Le Stab de commandement et le I./JG 3 (premier groupe, ou Gruppe en Allemand) découlent ainsi respectivement du Stab de la JG 231 et du II./JG 231. Lors du début des hostilités en Europe, Stab et I./JG 3 avaient pour tâche la défense du pôle industriel du centre de l'Allemagne et ne furent donc confrontés à aucun accrochage aérien lors des différentes patrouilles. La campagne de Pologne terminée, la JG 3 resta en stand-by jusqu'à la fin de l'année. Entretemps, le Hauptmann Günther Lützow prit le commandement du I. Gruppe.
Postée sur le front Ouest en janvier 1940 en vue de la campagne de France, la JG 3 se voit renforcer d'un second Gruppe (II./JG 3) en février à partir d'éléments d'autres unités, puis d'un III./JG 3 un mois plus tard. Nous sommes alors en pleine Drôle de guerre qui ne permit toujours pas à l'unité d'en découdre, si ce n'est un bref contact de la 3./JG 3 (troisième escadrille ou 3. Staffel) avec des Potez 63  le 16 avril 1940.

#### Débuts prometteurs sur la France
Les choses sérieuses débutèrent le 10 mai quand la Wehrmacht perça la ligne Maginot. Seuls les I. et III./JG 3 sont alors engagés sous les commandements respectifs des Stab JG 77 et Stab JG 26. Quatre chasseurs Fokker D.XXI néerlandais sont ainsi descendus par autant de pilotes du III./JG 3 en ce premier jour d'offensive ; le I./JG 3 revendique lui son premier succès trois jours plus tard. Le 14, la JG 3 connaît sa première action majeure au-dessus des ponts de la Meuse autour de Sedan en abattant plus de 10 chasseurs français et belges. Le plus grand succès vint le 17 mai quand des Messerschmitt du I./JG 3 descendirent 19 avions, dont 12 bimoteurs anglais Blenheim tôt le matin à l'ouest de Saint Quentin ; mention spéciale pour les Leutnant Gerhard Sprenger et Max Bucholz avec quatre bimoteurs abattus chacun, le premier devenant par ailleurs le premier as de la JG 3, Bucholz le second en accrochant encore deux chasseurs l'après-midi même.
Bien qu'expérimentés et courageux, les pilotes français et britanniques devaient compter sur des machines dont la vitesse et la puissance de feu ne rivalisaient pas avec celles du Bf 109. Les tactiques allemandes s'avérèrent également plus souples dans les combats, résultat d'effectifs engagés plus réduits que les formations alliées. En raison de l'avance rapide allemande, de l'éloignement de sa base et du rayon d'action limité du Bf 109, le II./JG 3 ne rentra pas dans la danse avant le 20 mai. Le groupe s'établit au côté du I./JG 3 à Cambrai avec au programme, chasses libres autour d'Arras, escortes de Stuka mais également attaques au sol. Avec l'opération Dynamo, les combats se déplacèrent dans la région lilloise où les combats aériens furent particulièrement acharnés du 28 au 31 mai, avec une accalmie le 30 en raison de la météo.
Le I./JG 3 participa à l'opération Paula mais seul Günther Lützow put revendique une victoire. Le 4 juin, le I.(J)/LG 2 qui opérait depuis peu avec les I. et II./JG 3 laissa sa place au III./JG 3 jusque-là plus en retrait, et les trois groupes furent pour la première fois mis sous commandement du Stab JG 3 fraichement débarqué d'Allemagne. Le 5 juin débuta la seconde phase de la campagne de France où l'escadre va connaître une activité interrompue durant trois jours au-dessus de la Somme et dans la région de Beauvais, avec environ une quarantaine d'avions alliés abattus. Le 10 juin, l'Oberleutnant Lothar Keller à la tête de la 1./JG 3 devient l'as numéro 1 avec 10 victoires ,. À la fin de la bataille, seul le I./JG 3 aura produit une poignée d'as mais l'ensemble de l'escadre revendique pour cette campagne plus de 180 succès avec un minimum de perte, ses pilotes auront surtout gagné en expérience qui s'avéra indispensable pour les combats à venir.

#### En retrait au-dessus de l'Angleterre
Affectée dans la région Pas-de-Calais, la JG 3 se cantonne une nouvelle fois dans un rôle défensif et ce lors des six premières semaines de la Bataille d'Angleterre. Cela déboucha sur une seule grande action quand le 10 juillet 1940, la 9./JG 3 intercepta cinq Blenheim tandis qu'un sixième rentrait à sa base endommagé. La météo pluvieuse du début du mois limita également l'activité de l'escadre, ses Bf 109 étant peu alaises à rouler sur terrain détrempé. Début août, la JG 3 s'engagea enfin au-dessus des îles britanniques mais ne renoua pas avec le succès avant le 14, quand le futur as Franz Beyer de la 8./JG 3 descendit un Hurricane. Les Allemands devaient désormais survoler la Manche, ce qui nécessita l'emport d'équipements spécifiques pour le survol de l'eau, limitant d'autant plus les mouvements dans un cockpit relativement étroit. Les pilotes devaient également faire très attention à leur autonomie, en particulier s'ils avaient subi des dommages au combat.
La JG 3 obtiendra peu de contact à l'ennemi lors de la première quinzaine d'août. Les choses se décantèrent un peu les 16 et 18 août avec une douzaine de succès de la part des trois Gruppen, le Hauptmann Günther Lützow parvenant à son 10e succès personnel. Mais l'as aux 7 victoires l'Oberleutnant Helmut Tiedmann et chef de la 2. Staffel est contraint à l'atterrissage forcé sur le sol anglais et finira capturé ; la JG 3 perd ainsi son premier as de la guerre. À ce stade de la bataille, le Reichmarschall Hermann Göring était mécontent du « manque de combativité » de ses pilotes. C'est pourquoi il décida de remplacer les Geschwaderkommodore, dont certains étaient des vétérans de 14-18, par de jeunes officiers. Günther Lützow pris alors la tête de la JG 3, le I./JG 3 étant peu après repris par le Hauptmann Hans von Hahn, un as de la JG 53. Les 26 et 28 août, la JG 3 remporta plus d'une trentaine de victoires lors de missions d'escorte de bombardiers Do 17 visant à frapper la RAF sur ses terrains. À cette occasion, l'Oberleutnant Franz von Werra du Stab II./JG 3 réalisa un quadruplé en un jour, portant son score à 8. La deuxième quinzaine d'août voit ainsi onze pilotes atteindre le statut d'as. Mais ces actions ne se firent pas sans casse puisque la 4./JG 3 perd à la fin du mois deux Staffelkapitän en 48 h. Le 5 septembre, von Werra est lui-même capturé après un atterrissage forcé au-dessus du Kent,. 
Auparavant, le Hauptmann Wilhelm Balthasar titulaire de 23 victoires en France (plus 7 en Espagne) prit la tête du III./JG 3. Le groupe perd toutefois L'Oberleutnant Leonhard Göttmann le 7 septembre, premier as de l'escadre tué au combat. C'est à la même période qu'Hitler ordonna à la Luftwaffe de tourner ses armes sur la ville de Londres. Déjà handicapés par leurs faibles autonomies, les Bf 109 se retrouvèrent maintenant à l'extrême limite de leurs rayons d'action. Les plus grands combats eurent lieu les 5, 7, et 15 septembre entre deux météos défavorables : une dizaine de victoires furent revendiquées à chaque fois, Günther Lützow et Lothar Keller parvenant tous deux à 15 victoires, l'Oberleutnant Willy Stange chef de la 8./JG 3 à 10,. Mais globalement, attaquer la capitale anglaise se révéla un échec stratégique. Conséquence, une escadrille de chaque groupe de chasse fut contrainte d'effectuer elle-même des frappes tactiques début octobre. La JG 3 ne fit pas exception et s'employa à cette tâche peu glorieuse. La vitesse des chasseurs permettait des attaques rapides quoique peu précises sur la zone côtière sans laisser le temps aux Britanniques de décoller, mais non quand les frappes avaient lieu au-dessus de Londres ; les bombes étaient alors souvent délestées avant de fuir pour éviter la panne sèche. Ces missions dites « Jabo » s'estompèrent jusqu'à la fin de l'année et eurent un impact négligeable.
24 pilotes parvinrent au titre d'as avec la JG 3 pour l'année 1940, et seul Lützow reçut la Croix de Chevalier. Six avaient été capturés et trois avaient péri. Wilhelm Balthasar, blessé, fut remplacé par un autre ancien d'Espagne, le Hauptmann Walter Oesau, titulaire de 39 victoires avec les JG 20 et JG 51 (plus 9 en Espagne). L'Oberleutnant autrichien Gordon Gollob (5 victoires avec la ZG 76) prit la tête de 4./JG 3 tandis que le Hauptmann Lothar Keller (14 succès) prenait les reines du II. Gruppe ; aucun d'eux ne put toutefois ajouter un quelconque succès à leur palmarès avant la fin de l'année.

### Aller-retour (1941)

#### Channel
Au début de l'année 1941, la JG 3 se retrouva à défendre les côtes françaises des incursions des Blenheim de la RAF en plein hiver, et quand les conditions météos le permettaient. Il en résulta quelques interceptions ici et là, l'action la plus réussie eut lieu le 5 février 1941 où 14 Spitfire et Hurricane furent descendus par les I. et III./JG 3 pour un seul avion endommagé. Parmi les pilotes victorieux, le Hauptmann Walter Oesau qui devient le quatrième pilote allemand à se voir décerné les feuilles de chêne à sa Croix de Chevalier. Les hommes revinrent ensuite en Allemagne où ils purent bénéficier d'un mois de mars consacré au repos et au ski. S'ensuivirent trois semaines d'écolage sur la nouvelle monture de la Luftwaffe : le Bf 109F.
La JG 3 était de retour au front en mai basée au nord-est d'Arras, avec au programme les quotidiennes missions de protection de la côte mais également quelques missions de mitraillage sur les aérodromes de Hawkinge et de Lympne. Mais les Anglais sont désormais numériquement supérieurs aux Allemands, conséquence du départ de plusieurs unités en  Afrique du Nord et dans les Balkans. C'est le III./JG 3 d'Oesau qui eut le plus de réussite durant cette période de mai avec 9 chasseurs et 2 bombardiers abattus. Le I./JG 3 lui aura à déplorer quelques pertes, parmi elles l'Oberleutnant Gerd Sprenger le 16 mai, le tout premier as que la JG 3 porta dans ses rangs. Sa succession à la tête de la 1./JG 3 fut assurée par le fraichement promu Leutnant Robert Olejnik. Début juin, toute la JG 3 rentra en Allemagne en prévision de l'invasion de l'URSS.

#### Opération Barbarossa
La JG 3 se joint au groupe d'armées Sud du général Gerd von Rundstedt lors du déclenchement de l'opération Barbarossa le 22 juin 1941. Alors qu'elle venait d'amasser environ 400 victoires à l'Ouest, c'est plus de trois fois ce score que l'escadre allait remporter en seulement cinq mois sur le front russe. Les premières missions de la JG 3 furent de neutraliser l'aviation soviétique en larguant des bombes sur leur propre terrain. Il en résulta plusieurs combats aériens face à des appareils démodés tel le chasseur I-16 et les bimoteurs SB-2 et DB-3. C'est l'Oberleutnant Robert Olejnik qui remporta tôt le matin la première victoire de l'escadre, victoire également reconnue comme la toute première de la Luftwaffe sur ce nouveau front. Le Hauptmann Lothar Keller se paya lui le luxe de réaliser un quadruplé. Les jours suivants donnèrent lieu à des attaques de colonnes ennemies au sol et des rencontres avec des bombardiers soviétiques volants le plus souvent sans escorte, constituant autant de cibles idéales pour les Allemands. Des as comme Olejnik, Walter Oesau et l'Oberleutnant Viktor Bauer, le récent Staffelkapitän de la 9./JG 3 ne s'en privèrent pas, ce dernier terminant le mois avec 15 succès réalisés en seulement six jours.
Comme sur l'Angleterre, chaque groupe possédait une Staffel consacrée aux attaques au sol, un rôle ingrat et dangereux en raison de la DCA. Employés pour des tâches multiples, les pilotes et leurs machines furent d'emblée utilisés au maximum de leurs potentiels. Si l'avance rapide des troupes allemandes permit de récupérer plusieurs pilotes crashés dans le no-mans-land, le nombre de Bf 109 disponibles chuta rapidement en raison du manque de pièces de rechange et de mécaniciens surchargés. L'escadre déplora peu de pertes au cours de ce mois de juin, à l'exception notable de l'Oberleutnant Willy Stange chef de la 8./JG 3, qui pût s'éjecter mais fut tué par les troupes ennemies le premier jour des hostilités. Quatre jours plus tard, c'est le Kommandeur du II./JG 3 Lothar Keller qui périssait après une collision en vol : il recevra la Croix de Chevalier à titre posthume. C'est deux officiers détenaient respectivement 12 et 20 victoires. Le Hauptmann Gordon Gollob pris alors la tête du II./JG 3.
En juillet, la JG 3 poursuivit son soutien aux troupes terrestres en mouvement vers l'est. Le I./JG 3 en particulier effectua de plus en plus des missions Jabo avec pour cibles potentielles camions, locomotives et chars sans négliger toutefois la chasse aérienne. Seuls les orages fréquents en cette période freinèrent épisodiquement l'activité aérienne. L'avance rapide de l'armée allemande posa également des problèmes de logistique car les unités de chasse devaient fréquemment changer de terrain tous les cinq à dix jours. Le personnel non navigant en particulier suivait le mouvement sur des routes encombrées parfois attaquées par des soldats russes en embuscade. Protéger le carburant destiné à la Wehrmacht arrivant par He 111 ou Ju 52 s'avéra également indispensable : les 6, 8 et 10 juillet, la JG 3 descendit entre 40 et 50 avions à chaque fois. Le lendemain, l'Oberleutnant Winfried Schmidt qui succéda à Willy Stange à la 8./JG 3 fut grièvement blessé après sa 19e victoire et quittera le front. Le 15, l'Oberfeldwebel Hans Stechmann remportait la 1 000e victoire de la JG 3 mais l'activité ralentit quelque peu à l'approche de la capitale ukrainienne.
Fin juillet, chaque groupe ne possédait qu'une poignée d'avions opérationnels et durent se rééquiper presque entièrement en laissant leurs anciens appareils à d'autres unités. Les missions qui s'étaient jusque-là enchainées à un rythme effréné permirent à de nombreux as d'étoffer leur palmarès, tout comme d'en faire émerger d'autres. En tête, le Major Günther Lützow compte désormais 46 victoires et reçoit les feuilles de chêne. Le Hauptmann Hans von Hahn et l'Oberleutnant Robert Olejnik reçurent tous deux la Croix de Chevalier, terminant le mois avec respectivement 30 et 32 succès. Les meilleurs scores furent une nouvelle fois l'œuvre du III./JG 3 de Walter Oesau. Ce dernier revendiqua 35 victoires en juillet portant ainsi score à 86 victoires et gagnant les glaives. Il quittera le groupe à la fin du mois pour prendre les rênes de la JG 2. Juste derrière suivent les trois Staffelkapitän des 7, 8 et 9. Staffel, les Oberleutnant Kurt Sochatzy, Franz Beyer et Viktor Bauer avec plus de 30 victoires chacun, ce dernier gravement blessé le 27 juillet recevra également la Croix de Chevalier. Le II./JG 3 est mené par l'Oberfeldwebel Josef Heinzeller qui porte son score à 25 succès le 15 juillet. Le même jour voit la disparition du chef de la 4./JG 3 l'Oberleutnant Karl Faust (15 succès), tué dans les circonstances similaires que Willy Stange quelques semaines auparavant. Son successeur l'Oberleutnant Georg Michalek suit de près à moins de 20 victoires tout comme le Feldwebel Alfred Heckmann de la 5./JG 3 et le Kommandeur Gordon Gollob.
Les combats en août se concentrèrent dans la région de Kiev et le Dniestr. Les sorties consistèrent davantage en des missions de chasse et d'escorte de Ju 87 et Ju 88. Dès le 2 août, l'Oberleutnant Kurt Sochatzy (39 victoires) est percuté par un I-16 et passera le reste de la guerre en captivité. Il recevra la Croix de Chevalier dix jours plus tard, tout comme les Oberleutnant Helmut Meckel et Max Bucholz (25 et 27 victoires), le premier laissant le commandement 2./JG 3 au second après être tombé malade. Bucholz qui, à la fin du mois, sera détaché avec cinq autres appareils pour couvrir une rencontre entre Hitler et Mussolini. Dans l'intervalle le 17 août, les seules 4. et 5./JG 3 réalisèrent l'exploit d'abattre 26 appareils ennemis en seulement deux sorties ;  l'Unteroffizier Werner Lucas et le Feldwebel Walter Ohlrogge réalisèrent chacun un quintuplé. Le 21, ce sont à nouveau 17 avions qui tombent du fait du II./JG 3 du Hauptmann Gordon Gollob, ce dernier réalisant lui aussi ce jour-là un quintuplé. Le 30 août 1941, la JG 3 remporte sa 1 000e victoire à l'Est, l'Oberleutnant Franz Beyer gagnant à son tour la Croix de Chevalier après 32 victoires.

#### L'envolée des as
En septembre, l'ensemble de l'escadre descendit au sud-est le long du Dniepr pour couvrir une tête de pont menant à Krementchouk et Derijewka. Mais le mauvais temps et en particulier le brouillard limita les opérations. Le II./JG 3 subit une frappe aérienne sur sa base le 7 septembre mais le Feldwebel Werner Lucas qui testait un avion en vol put prévenir la base à temps et le groupe ne déplora que très peu de dommages. Idem le 13 où les Allemands purent cette fois poursuivre et abattre une vingtaine d'assaillants ; les Oberleutnant Walther Dahl du Stab II./JG 3 et Heinrich Sannemann chef de la 6./JG 3, ainsi que l'Oberfeldwebel Alfred Heckmann et le Feldwebel Walter Ohlrogge revendiquèrent chacun un triplé. Trop affaibli en matériel, le I./JG 3 donna ses quelques Bf 109 opérationnels au III./JG 3 après une dernière victoire le jour même et rentra en Allemagne,,. Ce dernier se voit transféré à l'ouest de Vitebsk en Biélorussie d'où il opère quasiment jusqu'à la fin du mois, symptôme d'une Luftwaffe en dessous de ses capacités à mener une guerre sur une zone aussi vaste. La bataille de Kiev touchant à sa fin, le II./JG 3 procéda encore à des mitraillages de bases ennemies puis des patrouilles de chasse à la fin du mois grâce à une météo plus clémente. Le 28 septembre, Gordon Gollob réalisa un quintuplé et parvient à 48 victoires. Porteur de la Croix de Chevalier depuis le 18 septembre, il est alors le second as derrière Günther Lützow et ses 72 succès. Au début du mois, c'était les Oberfeldwebel Georg Schentke et Hans Stechmann de la 9./JG 3 qui se voyaient récompensés pour une trentaine de succès.
Le II./JG 3 rejoint le Stab et le III./JG 3 en octobre sur le secteur central du front où les Allemands butent sur une résistance acharnée des Soviétiques dans l'opération Taifun, d'autant que les premières neiges, le gel et le froid viennent s'ajouter aux éléments. Les hommes comme les machines sont peu préparés à de telles conditions. Montrant l'exemple, le Major Lützow prend l'air à plusieurs reprises et descend lors de la première quinzaine 25 adversaires, ce qui lui vaut les glaives,. Gordon Gollob le suit avec 10 succès. Le II./JG 3 qu'il commande déménage finalement une nouvelle fois la mi-octobre vers les steppes caucasiennes de Crimée plus clémente sous le commandement du Stab/JG 77 et au côté des III./JG 52 et III./JG 77. Bien que la Luftwaffe y ait amassé nombre d'unités en tout genre, cela reste encore insuffisant tant les Russes semblent avoir des ressources inépuisables. C'est dans ce contexte que le groupe parviendra à descendre du 17 au 24 octobre, plus d'une soixantaine d'appareils, Gollob soignant particulièrement son palmarès avec 27 succès (dont un tiers en un jour !), amenant son score à 84. Ce même 24 octobre, Lützow porte le sien à 101 après un triplé ; c'est le second pilote de l'histoire après le célèbre Werner Mölders à achever 100 victoires, synonyme toutefois d'interdiction de vol,. Son ailier le Leutnant Eckhardt Hübner remporte sa 31e victoire le 8 novembre qui sera la dernière de l'année pour la JG 3. L'hiver sévissant maintenant du nord au sud, toute la JG 3 rentra en Allemagne en novembre en laissant ses avions restants à la JG 51 (front central) et la JG 77 au front sud. L'Oberleutnant Georg Michalek et le Feldwebel Walter Ohlrogge (4. et 5./JG 3) reçurent à cette occasion les dernières Croix de Chevalier de l'année avec des scores respectifs de 37 et 42 victoires.

#### Restructuration en Hollande
Le 1er novembre 1941, le I./JG 3 du Hauptmann Hans von Hahn se dissocia du reste de l'escadre pour devenir un groupe indépendant. Le groupe perçut des Bf 109F-4 flambant neufs que les mécanos couramment surnommés les « hommes en noir » bichonnèrent avec soins. Le 17 novembre, l'as de la grande guerre Ernst Udet se donna la mort et la JG 3 prit l'appellation « Udet » en son honneur sous décision de Göring. Le I./JG 3 effectua ses premières missions de protections de convois sur la côte néerlandaise mi-décembre, en réalité les dernières sous cette appellation car le 15 janvier 1942, le groupe est renommé II./JG 1. Pendant ce temps-là, les Stab, II. et III./JG 3 reçurent des Bf 109F-4 « trop » (tropicalisé) en vue d'un futur transfert sur le front méditerranéen. Les hommes passèrent un bilan médical pour déterminer leur aptitude à opérer sous les tropiques, et ceux qui échouèrent rejoignirent les rangs du nouveau I./JG 3 en cours de formation.

### Toujours plus loin (1942)

#### Parenthèse méditerranéenne
La seconde semaine de janvier 1942, les Bf 109 des II. et III./JG 3 furent démontés et convoyés  par rails  jusqu'à Bari dans le sud de l'Italie puis réassemblés pour leur vol de transfert vers la Sicile. À la fin du mois cependant, le III./JG 3 reçut l'ordre de donner ses avions tropicalisés au II. Gruppe et repartit en Allemagne pour récupérer des versions standards. Une fois n'est pas coutume, le III./JG 3 allait devoir remettre le cap à l'Est, la Luftwaffe jouant constamment à la « chaise musicale » pour combler les brèches dans une guerre impossible à mener sur trois fronts distincts.  
Le II./JG 3 désormais commandé par le Hauptmann Karl-Heinz Krahl se retrouve donc seul en Sicile sous le commandement du Major Günther von Maltzahn, au côté des groupes de chasse II. et III./JG 53 déjà présents depuis la mi-décembre 1941. Le groupe commença ses premières missions fin janvier, pour l'essentiel des patrouilles de chasse au-dessus de l'île de Malte. D'emblée, plusieurs accidents au décollage et à l'atterrissage eurent lieu à cause de la piste et des problèmes mécaniques, et le mois de février qui suivit demeura grandement perturbé par la météo. Le II./JG 3 connut sa première perte 13 février 1942 quand le Leutnant Karl-Heinz Ponec (9 victoires) se crasha en mer après une panne moteur. Deux jours plus tard, l'Unteroffizier Wolfgang Vogel remportait la première victoire du groupe en Méditerranée en descendant un Beaufighter.
Jusque-là basé à Sciacca à la portée limite des Bf 109 pour faire l'aller-retour jusqu'à Malte, le II./JG 3 déménagea prés de Comiso le 22 février. Ce jour-là, le Feldwebel Leopold Münster remporta sa 13e victoire sur un Hurricane, mais le reste du mois se passa au sol à cause du mauvais temps. En mars, les attaques se limitèrent à de petites formations et le II./JG 3 ne rencontra que rarement l'adversaire britannique, contrairement à la JG 53 qui faisait déjà le gros du travail. Le 7, Karl-Heinz Krahl abat un Spitfire (sa 19e victoire) lors d'une escorte de Ju 88. Les 20 et 22 mars, les bombardiers allemands attaquèrent massivement des aérodromes maltais mais le II./JG 3 n'obtint aucun contact à l'ennemi. Les combats seront plus violents les 25 et 26 mars quand le groupe escorta des Ju 87 du III./StG 3 venus s'en prendre à des convois anglais. À cette occasion, les Leutnant Max-Bruno Fischer et Joachim Kirschner descendirent chacun un Spitfire.
Malgré les efforts de la RAF pour renforcer les défenses maltaises, les différentes missions d'escortes du II./JG 3 en avril se soldèrent souvent sans aucune rencontre avec les chasseurs anglais. Son activité se réduisit même considérablement quand il dut donner plusieurs avions à la JG 27 en Afrique. La 6./JG 3 elle-même prêta main-forte à cette dernière jusqu'au 25 avril, mais ne remporta aucun succès dans ce qui restera la seule présence de la JG 3 sur le continent africain. Hormis la chasse, les Bf 109 se voient également contraints d'effectuer des mitraillages de bases ennemies, et c'est lors de l'une d'elles le 14 avril que le Hauptmann Krahl périt au combat après avoir été touché par la DCA britannique. Son commandement sera repris par le Hauptmann Kurt Brändle, ex Staffelkapitän de la 5./JG 53 et as aux 35 victoires. Le 25 avril eut lieu la dernière mission du groupe qui quitta la Méditerranée avant la fin du mois avec un bilan plutôt maigre : 6 victoires et 6 blessés, 3 pilotes tués et 3 autres capturés,.

#### Dans la poche de Demiansk
Comme vu plus haut, le III./JG 3 n'opère qu'un bref passage en Italie. Après s'être équipé en matériels d'hiver en province de Prusse-Orientale, le groupe se retrouve sur le front nord à Soltsy aux abords du lac Ilmen le 10 février 1942. L'unité prit immédiatement part à la protection des avions de transport ravitaillant les quelque 100 000 hommes encerclés dans la poche de Demiansk. Et contrairement à son homologue resté en Sicile, c'est une période chargée que s'apprête à mener le groupe d'autant que la force aérienne soviétique est désormais mieux organisée, reprenant même parfois les tactiques allemandes. Finis également les appareils démodés, les Bf 109 font désormais face à des chasseurs MiG-1, MiG-3 et LaGG-3 en nombre ainsi que le fameux et robuste avion d'assaut Il-2. Cela dit, le III./JG 3 est déjà un groupe aguerri, plus particulièrement la 9. Staffel menée par l'Oberleutnant Viktor Bauer (37 victoires) revenu de blessure, et ses ailiers les Oberfeldwebel Georg Schentke (34) et Eberhard von Boremski qui en compte presque autant. Le chef de la 8./JG 3 Franz Beyer en possède plus de 40 tandis que la 7. Staffel se voit attribuer l'as aux 31 victoires le Leutnant Ekkard Hübner fraichement détaché du Stab, cette escadrille comptant également dans ses rangs le Feldwebel Hans Schleef (23 succès).
Durant trois mois, le III./JG 3 flanqué de la JG 54 va essentiellement assurer des missions d'escorte d'avions de transport, en majorité des Ju 52 dont les formations pouvaient fréquemment compter 20 à 40 trimoteurs, tout en protégeant ses propres terrains des attaques soviétiques. Le 13 février, Franz Beyer remporte sous un froid glacial la première victoire de la JG 3 en 1942, Viktor Bauer suivant dans la foulée. Les deux hommes mènent ainsi la danse avec respectivement 7 et 5 victoires, soit plus d'un tiers des succès en février. Le mois qui suit est bien plus fourni puisque c'est presque sans discontinuité et du matin au soir que le groupe va assurer ses missions de protections. Plus de 100 victoires sont ainsi obtenues avec notamment une quinzaine de succès revendiqués le 13 mars et presque autant le 28. En tête, l'Oberfeldwebel Otto Weßling de la 9./JG 3 - décidément pourvoyeuse d'as - qui revendique 18 victoires, suivit de près par Hans Schleef et Eberhard von Boremski. Idem pour le Leutnant Ekkard Hübner qui descend son 47e adversaire le 28 mars avant de lui-même tomber au combat, tout comme le Feldwebel Rudolf Berg (17 victoires) un autre as de la 7./JG 3.
Les seules 8. et 9./JG 3 descendent encore une quinzaine d'avions le 1er avril et les victoires s'enchaînent jusqu'au 6 avant que la météo ne s'en mêle pour deux semaines. La bataille de Demiansk prend finalement fin le 21 avril mais à ce stade, le groupe a déjà repris le chemin de l'Allemagne pour une période de repos et de réarmement qui durera jusqu'au 20 mai. Le III./JG 3 n'aura pas chômé avec pas moins de 175 avions en cinquante jours, un score dépassant largement ses propres pertes. Le groupe devient ainsi le plus fourni en as : Viktor Bauer et Franz Beyer comptent désormais une cinquantaine de victoires chacun, Eberhard von Boremski, Georg Schentke et Hans Schleef dépassent les 40, plusieurs pilotes tournant encore entre 20 et 30 victoires. Le 3 mai, von Boremski et Schleef se voient décerner la Croix de Chevalier, une décoration également accordée à Hübner à titre posthume,.

#### Du Don à la Volga
Le nouveau I./JG 3 commença sa formation dès janvier 1942 à partir d'unités d'entrainement et d'écolage et se voit confier au Hauptmann Georg Michalek, ancien Staffelkapitän de la 4./JG 3 et déjà titulaire de 37 victoires. Derrière suit l'Oberfeldwebel Otto Weßling proche des 30 qui passe ainsi de la 9. à la 3./JG 3. Le groupe pose ses valises le 26 avril à Kharkov avec en ligne de mire les champs pétrolifères du Causasse et la ville de Stalingrad. Le 8 mai, Michalek remporte la toute première victoire du I. Gruppe qui enregistre une quinzaine de succès dans les dix jours qui suivent. Entre-temps, les Stab, II. et III./JG 3 se joignent aux combats et la JG 3 se retrouvent ainsi au complet depuis huit mois. Le temps est idéal et les forces soviétiques toujours plus nombreuses, amenant à d'âpres rencontres dans les airs. Le 20 mai, l'escadre revendique ainsi une trentaine de victoires et reste grandement active jusqu'à la fin du mois en effectuant de nombreuses patrouilles et des missions d'escorte pour la prise de Kharkov. 20 victoires sont obtenues les 22 et 23 mai avant que deux jours ininterrompus de pluie n'entravent les sorties. Elles reprennent en fanfare le 26 mai avec à nouveau une trentaine de succès ; deux jours plus tard, la bataille de Kharkov prenait fin. Environ 150 victoires auront été revendiquées en un peu plus de quinze jours de combats ; sans surprise, environ un tiers sont à mettre au compte de la 9./JG 3 de l'Oberleutnant Viktor Bauer,.
L'escadre maintient néanmoins sa couverture aérienne sur la ligne de front le long de la rivière Donets, car malgré une météo très variable en cette fin de mois, l'aviation russe reste très active sur Izioum et à l'Est de Kharkov. Les II. et III./JG 3 enregistrent une vingtaine de victoires le 29 mai avant que ce dernier ne quitte une nouvelle fois ses camarades pour passer en Crimée et prendre part à l'assaut contre Sébastopol. Une aventure qui ne dure que jusqu'au 24 juin avec pour résultat une douzaine de victoires, l'occasion pour le Leutnant Wilhelm Lemke de la 8./JG 3 et l'Oberleutnant Helmut Mertens du Stab III./JG 3 d'atteindre ou dépasser les 30 succès,. Pendant ce temps-là, le reste de la JG 3 balaie le ciel sans relâche dans diverses missions de chasse : plusieurs douzaines d'appareils sont abattus les 11, 13 et 24 juin avec une pointe à 20 victoires le 24 juin. Sont particulièrement actifs le Hauptmann Kurt Brändle du II./JG 3 et son ailier le Leutnant Hans Fuß, tout comme Georg Michalek à la tête du I./JG 3, tous trois à plus de 40 victoires, voir proche des 50,. À noter également les bonnes performances du Hauptmann Wolf-Dietrich Wilcke récemment affecté au Stab JG 3 qui passe également la barre des 40, score un peu plus modeste pour son ailier le Hauptmann Wolfgang Ewald qui passe ensuite au Stab III./JG 3 avec 11 succès.
Fin juin, le I./JG 3 quitta la région de Kharkov pour Chtchigry à Est de Koursk, rejoint quelques jours plus tard par le reste de l'escadre toujours sous les ordres de Günther Lützow. Très proche du front, la base se retrouve sous le feu de l'artillerie ennemie que les Me 109 se chargent de réduire au silence les 25 et 27 juin tout en se frottant à l'aviation ennemie. Le lendemain, le groupe d'armées Sud lança son offensive et la JG 3 réalise des attaques contre l'infanterie et décroche environ 20 succès aériens. La « Udet » commence déjà pourtant à manquer d'avions à l'inverse du camp adverse où les forces semblent inépuisables. Chaque jour va amener son lot quotidien de victoires, entre 15 et 20 en moyenne, avec des pointes à 30, voir plus de 40 le 26 juillet,. Au sol, l'avance allemande est tellement rapide que tous les groupes doivent déménager à cinq reprises au moins le long du Don ce qui pénalise du coup la maintenance au sol ; les 3. et 7./JG 3 sont alors momentanément dissoutes. Donnant à tout-va, la JG 3 se retrouve plusieurs fois à la limite de la rupture opérationnelle et seul l'apport de Bf 109F-4 en provenance d'autres unités lui permet de rester à niveau. Les 8 et 22 juillet, le III./JG 3 perd l'Oberfeldwebel Rudolf Saborowski (39 victoires) et son Kommandeur Karl-Heinz Greisert (33) ; le Hauptmann Ewald lui succède alors. En contrepartie, plus de 550 succès auront été remportés en juillet, Viktor Bauer à lui seul en revendique 33 et porte son score à 102, ce qui lui rapporte les feuilles de chêne. Suivent derrière les Hauptmann Brändle et Wilcke ainsi que les Oberfeldwebel Eberhard von Boremski et Georg Schentke, tous les quatre à plus de 70 victoires. Michalek, Fuß et Franz Beyer, tournent à plus de 60 victoires, Otto Weßling et Walter Ohlroggeplus de 50, Wilhelm Lemke, Alfred Heckmann, Werner Lucas et Helmut Mertens (récent chef de la 1./JG 3) plus de 40 ; on peut citer également le Feldwebel Leopold Münster et le Leutnant Ludwig Hafner du II./JG 3 avec plus de 30 succès,.

#### Droit sur Stalingrad
Dès le 26 juillet, les missions s'étaient concentrées au-dessus de Kalatch dans une bataille (en) qui durera jusqu'au 11 août, mais aussi aux abords de Stalingrad puis directement au-dessus de ses faubourgs. La ville symbolique de la Volga n'est désormais qu'à 100 km des terrains de la JG 3. Le mois d'août est chaud, aviateurs et mécanos opèrent sur des aérodromes poussiéreux dépourvus de baraquements, sans compter l'inconstance de la logistique. Malgré cela, la JG 3 officialise plus de 350 victoires, dont les deux tiers les vingt premiers jours en raison d'une dégradation météo,. Mais les pertes n'épargnent pas non plus l'escadre par ailleurs soumise à plusieurs remaniements. Trois as des deux premiers Gruppen meurent ainsi en moins d'une semaine et le Hauptmann Georg Michalek laisse son poste au Hauptmann Klaus Quaet-Faslem, ex chef de la 2./JG 53 et déjà titulaire de 41 victoires,. À la fin du mois, le groupe rentre en Allemagne pour se rééquiper en Bf 109G-2, le Leutnant Hans Fuß récent chef de la 6./JG 3 gagnant la Croix de Chevalier pour son 70e succès tandis que Kurt Brändle est annoncé pour les feuilles de chêne après sa 102e victoire. Avec un score de 34, le prometteur Leutnant Joachim Kirschner prend lui la tête de la 5./JG 3 dominée par Alfred Heckmann et ses 50 victoires, score à peu près identique pour les Feldwebel Lucas et Münster de la 4./JG 3. Fin de carrière en revanche pour Viktor Bauer, l'as de la 9./JG 3 se retrouve une nouvelle fois blessé au début du mois et ne combattra plus. Son successeur le Leutnant Rolf Diergardt (29 victoires) ne lui survit que deux jours. C'est donc l'Oberleutnant Wilhelm Lemke qui prend la suite, l'as passant les 50 succès le 25 août, son ailier Emil Bitsch resté à la 8./JG 3 le talonnant à 40 victoires. À noter également la capture le 30 août du Leutnant Heinrich Graf von Einsiedel après 35 victoires. Enfin, Günther Lützow laisse officiellement la JG 3 à Wolf-Dietrich Wilcke.
Le temps pluvieux du début septembre ralentit l'activité ce qui n'empêche pas l'Oberleutnant Erwin Straznicky chef de la 2. Staffel et l'Unteroffizier Franz Schwaiger d'approcher les 40 victoires. Le 4 septembre, l'Oberleutnant Helmut Mertens et l'Oberfelwebel Otto Weßling gagnent eux la Croix de Chevalier pour 50 et 62 victoires, Weßling qui quitte ensuite le front pour devenir instructeur et officier. Trois jours plus tard, le I./JG 3 descend à Novotcherkassk pour une longue période de repos à l'exception de la 1./JG 3 qui joint ses forces au Stab et au III./JG 3,. Le groupe perd l'Oberleutnant Emil Bitsch blessé au combat le 4 septembre tout comme Walter Ohlrogge le lendemain plus sévèrement alors qu'il venait de remporter son 75e succès ; contrairement à son camarade, il ne reviendra plus à la JG 3. Le Hauptmann Wilcke atteint lui sa 100e victoire le 6 septembre synonyme des feuilles de chêne, la Croix de chevalier étant également décernée à Wilhelm Lemke six jours plus tard, tout comme Werner Lucas et Alfred Heckmann dans la foulée. Les deux unités s'établissent ensuite à Pitomnik (en) dès le 10 septembre, l'une des sept principales bases de la Luftwaffe dans la bataille de Stalingrad. Située à moins de 20 km de la ville, elle va occuper une grande partie des pilotes de la JG 3 durant deux mois. Particulièrement actifs, les Feldwebel Heinz Kemethmüller et Siegfried Engfer, ces deux inséparables pilotes des 8. et 9. Staffel qui passent tous deux les 50 victoires le 18 septembre synonyme de Croix de Chevalier et de congé dans une journée où pas moins de 27 avions soviétiques sont descendus. Mais la fin du mois est surtout dominée par Wolf-Dietrich Wilcke, le récent patron de la JG 3 qui abat 26 adversaires en seulement onze jours. Fin septembre, le I./JG 3 rejoint à son tour Pitomnik mais pas le II./JG 3 qui passe sous les ordres de la JG 51 dans la région de Smolensk.

#### Retour au lac Ilmen
Basé dès le 12 septembre à 100 km au nord-est de Smolensk, le II./JG 3 et une grande partie de la JG 51 évoluent sur un front plus stable mais n'en demeurent pas moins sollicités dans les airs sous la pression constante de l'aviation soviétique : chasse libre et couverture aérienne, occasionnellement des escortes de bombardiers et de Stuka. Le 13 septembre, le II./JG 3 ouvre à nouveau son compteur de victoires en abattant 6 avions ennemis, parmi les vainqueurs trois futurs « expertern » : le Leutnant Joachim Kirschner chef de la 5./JG 3 (35e victoire), le Feldwebel Werner Lucas (55e) et le jeune Leutnant Wolf-Udo Ettel (24e) tous deux de la 4./JG 3. Le lendemain, le Leutnant Gustav Frielinghaus du Stab II./JG 3 remporte sa 25e victoire et Hans Fuß sa 71e, qui crashe toutefois son appareil après avoir été touché. Hospitalisé, il décédera huit semaines plus tard à Berlin, une perte cruelle pour le II. Gruppe qui perd son meilleur as du moment. Jusqu'au 30 septembre, le groupe descend encore une trentaine d'appareils dont près de la moitié pour la seule journée du 15 septembre.
Le 27 septembre, le II./JG 3 est une nouvelle fois transféré plus au nord sur la base de Soltsy proche du lac Ilmen, celle-là même où le III./JG 3 opéra en début d'année, avec pour objectif de défendre la région de Demiansk. Le surlendemain, le Leutnant Gustav Frielinghaus parvient à 30 succès, le Leutnant Ludwig Häfner de la 6./JG 3 à 40, qui se voit promu Staffelkapitän de la 3./JG 3 à Stalingrad. Le temps sec et froid permet au groupe de revendiquer encore 16 succès sans pertes du 4 au 7 octobre. S'ensuit une période de précipitations entrecoupées d'éclaircis qui permet d'ajouter encore 29 victoires jusqu'à la fin du mois. En novembre, les pluies deviennent neige et les conditions de vol difficiles : seul 10 victoires sont revendiquées dont la moitié pour le Kommodore Kurt Brändle et le récent promu Oberleutnant Werner Lucas à la tête de la 4./JG 3 à laquelle il combat depuis l'été 1941. Le 25 novembre, le II./JG 3 reçoit l'ordre de redescendre à Smolensk et lors du vol de transfert le 3 décembre, le groupe rencontre une formation ennemie et descend 6 adversaires ; font partie des vainqueurs Lucas ainsi que les Feldwebel Kurt Ebener et Josef Schütte. Les choses allant de mal en pis à Stalingrad, le II./JG 3 rejoignit finalement le reste de la « Udet » début décembre, transfert qui se fit en plusieurs fois à cause du mauvais temps. Mais seul une douzaine de volontaires du groupe allaient rester, les autres bénéficiant d'une période de repos. Parmi eux le Feldwebel Leopold Münster et le Leutnant Joachim Kirschner qui reçoivent à deux jours d'intervalle la Croix de Chevalier avec des scores respectifs de 51 et 52 victoires.

#### Poche de Stalingrad
En octobre, les combats continuèrent principalement au sol dans la partie nord de Stalingrad alors que les Allemands ont déjà la maitrise du sud et du centre de la ville. De ce fait, l'activité aérienne diminua dans les deux camps. Les Oberfeldwebel Heckmann et Kemethmüller ont quitté la « Udet » mais rempileront bientôt à l'Est avec la JG 26. Pendant ce temps-là, le Feldwebel Helmut Rüffler (1./JG 3) passe les 30 victoires le 2 octobre tout comme l'Oberleutnant Erwin Straznicky qui lui officialise son 40e succès. Mais l'officier disparaît le lendemain après un combat contre des Yak-1. C'est l'Oberleutnant Detlev Rohwer, un ancien du I./JG 3 d'origine, qui reprend sa suite, son groupe associé au III./JG 3 remportant autour de 20 victoires le 9 octobre, dont la 50e pour le Feldwebel Franz Schwaiger,, ce qui lui vaudra la Croix de Chevalier avant la fin du mois. Lentement mais surement, l'hiver russe commence à tomber sur Pitomnik à la mi-octobre ce qui ne facilite pas les décollages et les atterrissages. Le 21 octobre, l'Oberleutnant Wilhelm Lemke descend son 70e adversaire tandis que Helmut Rüffler et le Major Wilcke atteignent respectivement 40 et 130 victoires trois jours plus tard. Le 26 octobre, le Major Ewald poivre quatre Il-2 portant son score à 47, imité deux jours plus tard par un quintuplé de Rüffler décidément en forme, l'as obtenant la dernière des quelque 200 victoires du mois de la JG 3 dans ce secteur,,. Un autre pilote à se distinguer est le Hauptmann Walther Dahl, l'ailier habituel de Wilcke au Stab qui descend 11 avions en octobre, portant son palmarès à 38.
Début novembre, les Soviétiques tenaient toujours 10 % de la ville, des indications montrant par ailleurs des troupes russes s'amasser sur le flanc nord de la 6e armée,. Environ 40 avions soviétiques tombent les dix premiers jours de combat, permettant au Leutnant Ludwig Häfner (récent chef de la 3./JG 3) de porter son score à 50 dès le 1er novembre. Mais ce même pilote disparaît neuf jours plus tard dans un combat avec des Yak-1. C'est le Leutnant Franz Daspelgruber, un as aux 22 victoires qui prend alors sa suite. Malgré le mauvais temps qui s'installe mi-novembre, Helmut Rüffler atteint à son tour 50 victoires le 16 novembre. Quatre jours plus tard, les Russes lancent l'opération Uranus, Pitomnik recevant l'ordre de fournir un appui aérien aux troupes massées sur le Don, mais c'était sans compter sur la météo. Afin d'assurer une protection à l'intérieur du périmètre, le Kommodore Wilcke demanda des volontaires pour former une escadrille de défense connu sous le nom de « Platzschutzstaffel Pitomnik ». Répondent à l'appel une vingtaine de pilotes des I. et II./JG 3 qui vont incessamment se relayer sous un froid glacial. Pendant ce temps-là, le gros de la JG 3 est transféré à Tazinskya et Morozovsk distants de plusieurs centaines de km à l'ouest de Stalingrad et doit escorter les avions de transports afin de ravitailler la 6e armée encerclée. À Pitomnik, on manque de tout sauf de neige et les hommes opèrent dans les pires conditions qu'ils soient. Malgré tout, pilotes et mécaniciens restent confiants et déterminés et espèrent toujours une percée allemande. Une vingtaine de victoires sont ainsi obtenues le 30 novembre par cette JG 3 « dispatchée » de part et d'autre du Don, le Major Wilcke et le Hauptmann Dahl réalisant chacun un triplé, portant leur score respectif à 140 et 41 victoires. 
À Morozovsk, l'ennemi n'est pas bien loin et on s'attend à tout moment à une percée soviétique. Les Bf 109 couvrent les Panzer du Général Hoth à partir du 12 décembre qui tentent de dégager une voie par le sud. Quand le temps le permet, de petites sections effectuent des patrouilles et d'escortes entre Morozovsk et Stalingrad. Toujours en tête, le Major Wilcke qui franchit la barre symbolique des 150 victoires qui lui vaut les glaives, d'autres ajoutant 10 à 12 victoires à leurs palmarès déjà bien fournis, tel Kurt Brändle, Wilhelm Lemke ainsi que l'Unteroffizier Alfred Miksch qui passe à 30 succès. Proche des hommes de tête, Franz Beyer et le Major Wolfgang Ewald, récent porteur de la Croix de Chevalier, tout comme son ailier le Leutnant Eberhard von Boremski de retour après quatre mois d'absence,. À Pitomnik, c'est l'enfer : les hommes sur place ne disposent d'aucun abri contre les intempéries et se partagent les maigres rations qu'ils possèdent. Les mécaniciens doivent travailler dehors et parfois de nuit sous un froid glacial, avec peu de moyens adéquats. La plupart des avions sont endommagés et difficiles à démarrer. Malgré ces conditions, le petit groupe assure sa mission depuis fin novembre et ne compte que des pilotes aguerris. Au I./JG 3, le Feldwebel August-Gustav Dilling fait ainsi grimper son palmarès de 24 à 38, tandis que les Leutnant Franz Daspelgruber et Friedrich Lorentzen obtiennent chacun une dizaine de victoires supplémentaires. Mention spéciale pour le Feldwebel Kurt Ebener de la 4./JG 3 qui remporte 18 victoires dont la moitié en deux jours, portant son score à 37. Enfin, l'unité pût compter sur le retour du Leutnant Georg Schentke qui remporta 19 succès avec la 2./JG 3 du 30 novembre à noël. Mais l'as aux 90 victoires disparaît ce jour-là après un saut en parachute derrière les lignes ennemies. La perte de ce pilote populaire porta un sérieux coup au moral d'autant que la tentative de dégagement par le sud venait d'échouer.

### De l'URSS à l'Allemagne (1943)

#### Retraite
Le mauvais temps des deux premiers jours de l'année 1943 cloua tous les avions au sol. Le troisième, la JG 3 basée à Morozovsk s'envolait pour Tazinskaya (en), soit quelques heures seulement avant l'arrivée des blindés russes. Pas le temps de souffler, un nouveau transfert amena cette fois la JG 3 à Chakhty proche de Rostov, trop loin désormais pour intervenir sur Stalingrad. Les opérations se limitèrent à des patrouilles et des reconnaissances pour le groupe d'armée du général Hollidt. Pendant ce temps à Pitomnik, on ne chôme pas, en particulier Kurt Ebener et Franz Daspelgruber : le 10 janvier jour de l'offensive sur la poche, les deux hommes s'adjugent la moitié des 16 avions abattus ce jour-là au moment même où les premiers obus russes tombent sur la base. Pour autant, les Bf 109 restants continuent inexorablement leurs soutiens aux forces au sol en parallèle avec quelques Ju 87 de la StG 2. 17 succès sont encore obtenus le 15 janvier mais il est plus que temps de partir et moins de 48 h plus tard, les troupes soviétiques reprenaient Pitomnik. La Platzschutzstaffel laissa sur place une vingtaine d'appareils endommagés mais également 66 membres du personnels au sol qui rejoignirent probablement les 91 000 Allemands qui se rendirent début février, mettant fin à la bataille de Stalingrad,.
Pour le I./JG 3 bien éprouvé, c'est retour direct en Allemagne dès le 20 janvier 1943. Les exploits du Feldwebel Kurt Ebener - 52 victoires dont 35 en trente jours de combat à Pitomnik - lui vaudront également un billet de retour ainsi que la Croix de Chevalier (7 avril) avant de devenir instructeur. Pendant ce temps, les II. et III./JG 3 battent en retraite vers l'ouest et se retrouvent basés autour de Donetsk dès le 25 janvier. Les Allemands perdent Rostov-sur-le-Don et Kharkov mais ont réussi leur évacuation et se retrouvent donc en bonne position défensive face aux multiples attaques soviétiques qui maintiennent une pression constante sur les forces de l'Axe. Dès la fin du mois de janvier, II. et III./JG 3 ne vont pas désemplir et s'impliquer fortement dans la défense du sud de l'Ukraine et dans la protection de la tête de pont du Kouban. Au cours des cinq mois suivants, les deux Gruppen vont être crédités de la destruction de plus de 850 avions ennemis, dont deux tiers pour le II./JG 3.

#### Défense de l'Ukraine
Une poignée de succès sont remportés dès fin janvier à partir des nouvelles bases ukrainiennes, mais c'est surtout à partir de février que les choses sérieuses reprennent, le Hauptmann Kurt Brändle se mettant à l'honneur en abattant 7 adversaires lors des deux premiers jours. À ce stade, les II. et III./JG 3 effectuent surtout des patrouilles de chasse le long du Mious au nord de Taganrog. Plusieurs rencontres ont lieu avec des bombardiers ennemis et le II./JG 3 revendique 11 succès le 22 février, perdant en contrepartie l'Unteroffizier Heinrich May (18 victoires). Le groupe doit également opérer sur son flanc nord dès le lendemain afin de couvrir l'avance de Panzer en mouvement sur des positions soviétiques. Les Bf 109 escortent des bombardiers mais doivent comme toujours contribuer eux-mêmes à des frappes terrestres. À la même période, le III./JG 3 déménage plus à l'ouest proche de Dnipro et du Dniepr, remportant finalement une trentaine de victoires, une cinquantaine à la même période pour le II. Gruppe. L'Oberleutnant Gustav Frielinghaus de la 6./JG 3 parvient ainsi à son 40e succès.
Du côté de Dnipro, le III./JG 3 soutient l'offensive pour reprendre Kharkov qui retombe aux mains des Allemands à la mi-mars. La 7./JG 3 de retour sur le front et commandée par le Leutnant Eberhard von Boremski peut également compter sur le retour de l'Oberfeldwebel Hans Schleef, qui descendant son 50e adversaire début mars. Le 16, l'Oberleutnant Wilhelm Lemke atteint le chiffre magique des 100 victoires et part en permission ; il laisse provisoirement les rênes de la 9./JG 3 à l'Oberleutnant Emil Bitsch qui parvient également à 50 victoires trois jours plus tard. Son ailier Siegfried Engfer quitte l'escadrille après un 59e et dernier succès, la 9./JG 3 décidément pourvoyeuse d'as avec le 20e succès du Feldwebel Emil Zibler, la 8. Staffel n'étant pas en reste avec le Feldwebel Hans Reiff qui lui dépasse les 40. Missions identiques pour le II./JG 3 resté proche de Donetsk, qui concentre alors ses sorties le long de la rivière Mious puis contre le réseau ferroviaire entourant Rostov dans des missions d'escorte, conjointement avec le III./JG 3 à partir du 20 mars. Alors que ce dernier réalise une cinquantaine de victoires, le II./JG 3 va plus que doubler ce score, les succès vont dès lors surtout être l'affaire de deux hommes : l'Oberleutnant Joachim Kirschner, le Staffelkapitän de la 5./JG 3 et le Leutnant Wolf-Udo Ettel de la 4./JG 3. Ce dernier réalise 27 victoires en mars contre 15 pour Kirschner, les deux pilotes obtenant chacun un quadruplé dans la journée du 25 mars où plus de 20 appareils sont descendus par les deux groupes. Ce jour-là, le chef de la 6./JG 3 l'Oberleutnant Paul Stolte est blessé au combat, ; Gustav Frielinghaus prend alors temporairement la suite, l'as étant proche des 50 victoires, un score déjà franchi par l'Oberfeldwebel August-Gustav Dilling,.

#### Aller-retour au Kouban
Le 1er avril, l'Unteroffizier Alfred Miksch de la 9./JG 3 obtient ses 36 et 37e dernières victoires en Russieavant de rejoindre le front Ouest. Idem pour le Hauptmann Fanz Beyer qui quitte l'URSS avec un palmarès de 80 ; il prendra plus tard la tête du nouveau IV./JG 3 (voir plus bas). Début avril toujours, les II. et III./JG 3 sont détachés auprès de la JG 52 à Kertch dans la péninsule de Crimée avant de se séparer à nouveau : le III./JG 3 reste à Kertch tandis que le II./JG 3 fait mouvement sur Anapa, la plus méridionale des têtes de pont allemandes. Plus excentré des combats, le III./JG 3 ne va connaître qu'une vingtaine de succès - dont la 50e de Hans Reiff - avant de retourner fin avril dans la région de Donets,,. Très proche de la ligne de front, le II./JG 3 en revanche ne va pas chômer puisque pour seulement deux morts et deux blessés, le groupe s'adjuge quelque 204 victoires en l'espace de vingt jours,  principalement dans des missions d'escorte et de chasse libre. Déjà présent sur place, le Stab JG 3 qui officie depuis le début du mois de mars, avec à l'honneur le Hauptmann Walther Dahl qui atteint les 50 victoires le 17 avril, mais qui déplore la perte de son ailier l'Oberleutnant Albrecht Walz (27 victoires) moins d'une semaine avant. Autre pilote en vogue, le Leutnant Hans Weik (11) mais qui fera parler de lui plus tard en 1944. Prouesses spectaculaires pour Joachim Kirschner et Wolf-Udo Ettel qui enchaînent les victoires multiples et réalisent respectivement 38 et 35 succès à l'ennemi, arrivant tous deux à 100 victoires les 27 et 28 avril. Avec 15 succès en avril, le Feldwebel Hans Grünberg (5./JG 3) porte lui son score à 26 tandis que le Feldwebel Josef Schütte monte doucement le sien à 30, le double pour Gustav Frielinghaus après 13 nouvelles victoires. Belle performance également pour son ailier l'Unteroffizier Franz Cech récemment arrivé à la 6./JG 3, qui passe de 5 à 15 victoires.
Dans les premiers jours de mai, le II./JG 3 remonte à Kharkov pour mener des missions au-dessus de Belgorod. Seul le 6 mai donna lieu à des combats où 14 avions russes sont descendus avec un quadruplé de Ettel et autant pour Kirschner. Sans transition, le groupe est de retour à Anapa dès le lendemain et s'adjuge près de 90 victoires en moins de dix jours, dont 30 le 8 mai. Ce jour-là, Joachim Kirschner remporte un septuplé, exploit qu'il avait déjà réalisé le 20 avril. À l'issue des combats dans cette région du Kouban, l'as en est désormais à 129 victoires, juste derrière son Kommandeur Kurt Brändle (144) et distance de peu le Leutnant Wolf-Udo Ettel. Ce dernier cracha son appareil dans le no-man's-land le 11 mai touché par la DCA après son 120e succès, et c'est sous les tirs soviétiques que l'as parviendra à rejoindre les lignes allemandes. Peu de temps après, Ettel quittera le front et recevra la Croix de Chevalier avant de rejoindre la JG 27 en Grèce,.

#### Entre Kharkov et Belgorod
Le II./JG 3 rejoint ensuite l'Ukraine sur une base avancée au nord-ouest de Kharkov. Présent depuis fin avril, le III./JG 3 qui balaie déjà la zone sur la frontière nord-est,. Russes et Allemands restent cependant sur leurs réserves ce qui n'empêche pas les escarmouches. La 4./JG 3 de l'Oberleutnant Lucas notamment est chargée d'effectuer des bombardements tactiques. À la suite du retour de Paul Stolte à la tête de la 6./JG 3, Gustav Frielinghaus prend en charge la 11./JG 3 en cours de formation (voir plus bas). Même chose pour l'Oberleutnant Wilhelm Lemke qui revient à la 9./JG 3, Emil Bitsch prenant alors la tête de la 8./JG 3 laissée vacante depuis le départ de Franz Beyer. Lemke, Bitsch et Hans Schleef de la 7./JG 3 demeurent les pilotes du III. Gruppe les plus actifs durant cette période ; la 7. Staffel qui perd toutefois son Staffelkapitän Eberhard von Boremski (88 victoires) gravement blessé fin mai après une panne moteur ; il est alors remplacé par le Hauptmann Karl-Heinz Langer (11 victoires). En juin, Schleef et Bitsch dépassent tous deux les 70 victoires tout comme Lemke qui lui parvient à 110 dans des missions sommes toutes analogues à celle de mai. Entre attaques et défenses, les II. et III./JG 3 demeurent sollicités mais les pertes restent minimes. Plus proche de Belgorod, c'est le II./JG 3 une nouvelle fois qui mène la danse en remportant plus de 110 victoires en juin, avec en tête l'incontournable Joachim Kirschner qui compte désormais 146 victoires à la fin du mois, soit une de plus que le Major Brändle. Belles performances également des Unteroffizier Franz Cech et Gerhard Thyben qui réalisent 11 et 10 victoires en juin, portant leur score à 32 et 16, tout comme le Feldwebel Hans Grünberg qui porte le sien à 36 ; Werner Lucas et son ailier Leopold Münster promu Leutnant possèdent quant à eux 87 et 76 victoires, Münster qui quitte ensuite le front pour une période de repos tout comme Cech .

#### Bataille de Koursk
Le 5 juillet est déclenchée l'opération Zitadelle : 700 machines sont amassées sur le flanc nord dans la région d'Orel tandis que 1 000 avions - dont les II. et III./JG 3 sous commandement de la JG 52 - opèrent au sud sur le saillant de Koursk autour de Belgorod. Loin donc des 2 650 machines que les Soviétiques leur opposent, qui frappent les premiers sur les bases allemandes tôt le matin. Les radars repèrent toutefois les formations ennemies qui subissent de lourdes pertes, ce qui n'empêche pas les Russes de réapparaitre en nombre jusqu'en fin de soirée : un record de 110 avions sont abattus par la JG 3 avec plusieurs faits d'armes : Brändle, Schütte (blessé), Lucas et son ailier le Leutnant Hermann Schuster obtiennent 5 victoires, Bitsch en remporte 6, Grünberg 7, la palme revenant à Kirschner avec 9 victoires, lui et Brändle franchissant tous deux les 150 succès. La 9./JG 3 perd toutefois le Feldwebel Emil Zibler qui disparaît après sa 36e victoire. Même si le 5 juillet reste exceptionnel, les deux groupes n'en fourniront pas moins un effort considérable les jours suivants, avec quatre sorties effectuées quotidiennement, parfois plus. Ainsi, ce sont 30, 40 et environ 20 victoires qui sont revendiquées les 6, 7 et 8 juillet, la plupart des journées à venir se soldant souvent autour de 15 succès. Pour autant, l'avance allemande est rapidement stoppée à la mi-juillet, entraînant un repli des deux groupes plus au sud. Le 14 juillet, le III./JG 3 perd aussi le Major Wolfgang Ewald (73 victoires) capturé après s'être parachuté dans les lignes ennemies. Le 21 juillet, c'est au tour du Leutnant Hermann Schuster (35 victoires) de disparaître au combat. Ce jour-là, environ 20 avions sont descendus, Werner Lucas obtenant son 100e succès à l'ennemi, 100e également pour Emil Bitsch le 31 juillet dans une journée à 30 victoires,,. Les derniers succès ont lieu le 1er août avant qu'un ordre de transfert ne mette fin à quinze mois interrompus de présence à l'Est des II. et III./JG 3,.
Les deux groupes auront abattu environ 450 avions lors de cette dernière offensive allemande mais la supériorité numérique de l'adversaire demeure intacte. Pour autant, la JG 3 est pleinement aguerrie et regorge de vétérans confirmés : pour avoir remporté 30 victoires à Koursk, l'Oberleutnant Emil Bitsch se verra remettre la Croix de Chevalier le 28 août suivant. Auparavant, Joachim Kirschner a lui reçu les feuilles de chêne avec un score personnel de 170, score identique pour le Hauptmann Kurt Brändle. Le chef de la 6./JG 3 Paul Stolte double son score et passe à 40 victoires, idem  pour le Feldwebel Hans Frese de la 4./JG 3. Le Feldwebel Hans Grünberg est parvenu à 61 victoires, le Leutnant Ernst-Heinz Löhr ainsi que les Unteroffizier Arnold Bringmann et Gerhard Thyben (tous du II./JG 3) comptent une trentaine de succès. Au III./JG 3, Hans Schleef compte désormais plus de 90 victoires et le Hauptmann Lemke 125 ; belle percée également de l'Oberfeldwebel Alfred Surau de la 9./JG 3 qui triple son score et passe lui aussi à 40 victoires. Jusqu'à présent, la « Udet » fut relativement épargnée et juillet 1943 constituera le summum de ses capacités opérationnelles. Cela n'allait pas durer.

#### Retour à l'Ouest…
L'entrée des Américains dans la campagne de bombardement alliée impliqua des renforts de plusieurs unités jusque-là postées en Russie. En mars 1943, le I./JG 3 du Hauptmann Quaet-Faslem fut l'un des premiers à faire le déplacement. Il reçut pour cela des Bf 109G neufs mais également bon nombre de jeunes pilotes fraichement formés. Les « anciens » sont plus rares et deux d'entre eux se tuèrent accidentellement à l'entraînement avant d'avoir pu en découdre avec l'USAAF : le Leutnant Friedrich Lorentzen le 18 mars et le Feldwebel Otto Gruber le 6 avril respectivement titulaires de 21 et 19 victoires. Le Hauptmann Detlev Rohwer, l'Oberleutnant Helmut Mertens ainsi que le Leutnant Franz Schwaiger - tous trois porteurs de la Croix de Chevalier - répondent eux bien présents au sein du groupe qui se retrouve pleinement opérationnel en mai 1943. Les avions disposent également d'une puissance de feu accrue avec l'adoption de deux canons MG 151/20 montés en gondole sous les ailes. Posté à Mönchengladbach tout comme le Stab, le I./JG 3 n'est pas impliqué dans les combats au cours du printemps 1943, une pause forcée peu enviable pour le moral des hommes. Le 1er juin, le nouveau IV./JG 3 est créé sous les ordres du vétéran Franz Beyer. Le I./JG 3 doit alors lâcher l'as au 45 victoires l'Oberleutnant Franz Daspelgruber qui prend la tête de la 10./JG 3, mais aussi le Feldwebel Uwe Krais (14 victoires). Les rejoignent le Leutnant Otto Weßling (62 victoires) après neuf mois d'absence, Gustav Frielinghaus (66) et le Leutnant Herbert Kutscha (22) ces deux derniers ayant la charge des 11 et 12./JG 3.
Le 22 juin 1943, le I./JG 3 décolla conjointement avec les I./JG 1 et III./JG 54 et descendit ses trois premiers B-17. Il perd toutefois deux 109 et un pilote tandis que cinq autres appareils sont endommagés ! À ce stade de la guerre et faute de moyen de guidage adéquat et d'effectif suffisant, les Allemands ne pouvaient qu'attaquer que par petites unités plutôt qu'en combinant les différents groupes. Cette tactique ne fonctionnait toutefois qu'en l'absence de chasseurs alliés pouvant escorter les raids américains au-dessus du Reich. Néanmoins, les incursions américaines en Allemagne sont encore assez rares à cette époque, la 8th Air Force concentrant davantage ses frappes sur la France et d'autres pays occupés. L'activité du I./JG 3 reprit le 17 juillet puis durant les raids américano-britannique de l'opération Gomorrhe à la fin du mois, avec peu de victoires toutefois, le groupe perdant entre autres le Leutnant Kurt Roisch (18 victoires) décédé le 30 juillet des suites de ses blessures.

#### …et en Méditerranée
Pendant ce temps-là, le IV./JG 3 est affecté à Leverano au sud de l'Italie et s'oppose la plupart du temps à des B-24 Liberator et des P-38 Lightning d'escorte. Le 2 juillet 1943, le nouveau groupe remporte ses 7 premiers succès et 8 encore dix jours plus tard. Otto Weßling est alors le plus actif des pilotes et a déjà remporté 5 victoires sur ce nouveau front. Il en gagne deux de plus le 16 juillet mais perd son Staffelkapitän Franz Daspelgruber qui disparaît au-dessus du golfe de Tarente ; il comptabilisait 46 victoires. Weßling lui succède alors à la 10./JG 3 et se retrouve désormais aux coudes à coudes avec l'Oberleutnant Gustav Frielinghaus pour atteindre la barre des 70. Weßling y parvient en premier le 18 juillet quand cinq jours plus tard, un raid américain en provenance d'Afrique du Nord frappe la base de Leverano. L'attaque fait plus de 60 morts et blessés parmi le personnel au sol. Cinq pilotes sont également blessés dont Weßling sérieusement, le Feldwebel Uwe Krais perdant lui la vie tout comme deux autres pilotes ; la vieille, l'as avait porté son score à 17. Quelque 40 Messerschmitt sont par ailleurs détruits ou gravement endommagés, stoppant net l'activité du groupe durant trois semaines.
De nouveau opérationnel à la mi-août, le IV./JG 3 poursuit ses missions d'interceptions tout en remportant de nombreuses victoires contre les P-38. Du 28 août au 2 septembre notamment, le groupe enregistre une douzaine de succès sur ces chasseurs bipoutres et revendique le lendemain une dizaine de Liberator. Le Leutnant Herbert Kutscha remporte sa 31e victoire le 9 septembre alors que l'Oberleutnant Gustav Frielinghaus est à son tour sévèrement blessé après un combat contre des quadrimoteurs, soit une semaine après son 74e succès, en fait son dernier. Après 66 victoires dans la botte italienne au prix de 13 tués et 14 blessés, le IV./JG 3 remonte au nord du pays le 20 du mois et y séjourne une semaine avant de rejoindre l'Allemagne pour une longue période de remise à niveau,.

#### Mise à l'épreuve
C'est sans transition que le III./JG 3 désormais commandé par le Hauptmann Walther Dahl passa d'Ukraine à Bad Wörishofen à l'Ouest de Munich. Ainsi le 12 août, le Leutnant Hans Schleef descend le premier B-17 du groupe dans une mission coordonnée avec le I./JG 3 d'où sorte également vainqueur le Leutnant Franz Schwaiger et l'Oberfeldwebel Josef Schütte. Cinq jours plus tard, les deux groupes participent à la défense des usines de roulements à billes sur Schweinfurt où plus de 60 bombardiers US furent perdus, la « Udet » revendiquant pour sa part une dizaine de victoires dont deux P-47 pour le Hauptmann Wilhelm Lemke,. Le 6 septembre suivant, le seul III./JG 3 s'adjuge 10 « Fortress » tandis qu'un 11e est à mettre au crédit du Stab JG 3. Schleef, Lemke, l'Oberfeldwebel Alfred Surau et le Hauptmann Dahl comptent parmi les vainqueurs. Le III./JG 3 est donc sur une belle lancée et va s'avérer l'un des meilleurs dans la chasse aux quadrimoteurs. Le 12 septembre, le II./JG 3 est à son tour opérationnel après un mois d'entrainement et se retrouve basé aux Pays-Bas. Outre son engagement contre l'USAAF, il est chargé de la défense des convois allemands contre les attaques de la RAF. La première mission a lieu le 16 septembre 1943 quand deux Bristol Beaufighter sont descendus par le Leutnant Franz Ruhl et le Fahnenjunker-Feldwebel Hans Frese, 21e victoire pour l'un, le double pour l'autre. Les 24 et 27 septembre, le II./JG 3 se confronte à son tour aux bombardiers lourds américains, les Hauptmann Joachim Kirschner et Paul Stolte sortant vainqueurs à chaque reprise tout comme Franz Ruhl. Le Feldwebel Franz Cech, absent des combats depuis la fin juin 1943, renoue également avec le succès en remportant sa 33e victoire mais est il est sévèrement blessé dans l'engagement. Hospitalisé, il sera désormais inapte au vol. Son ailier à la 6./JG 3 l'Oberleutnant Ernst-Heinz Löhr rejoint le I./JG 3 et remplace l'Oberleutnant Mertens parti pour commander une unité d'entrainement.
Du 1 au 10 octobre, les différents groupes de la JG 3 se relayent dans le ciel et font parler les as habituels qui remportent 27 succès, les deux tiers sur des B-17 ; le Leutnant Leopold Münster notamment porte son palmarès à 80 en poivrant trois quadrimoteurs en deux jours,. Le I./JG 3 en revanche se fait sérieusement malmené quand il ne rencontre pas des difficultés à établir le contact à l'ennemi : une seule victoire est à mette au compte du chef de la 2./JG 3 de Detlev Rohwer qui perd son ailier, le Feldwebel Otto Wirth (12 victoires). Le 14 octobre, les Américains lancent un second raid massif sur les usines de Schweinfurt. L'escorte de P-47 est dispersée par le I./JG 3 au prix de lourdes pertes, alors que le II./JG 3 basé en Hollande ne peut décoller à cause de la brume et du brouillard. En revanche, le III./JG 3 du Hauptmann Dahl se retrouve en bonne position de tir et revendique 18 quadrimoteurs, les Américains perdant au total 67 bombardiers et cinq P-47, soit leur pire journée de l'année. Le I./JG 3 perd trois pilotes dont le chef de la 3./JG 3 remplacé dès le lendemain par le Leutnant Hans Schleef très proche de son 100e succès. Wilhelm Lemke réalise un doublé dont un Herausschüsse, ses 129 et 130e succès de même que son ailier à la 9./JG 3 Alfred Surau pour sa 46e victoire, mais les tirs défensifs d'un B-17 blessent gravement ce dernier. L'as sauta en parachute mais il succombera le jour même. Pour la « Udet », ce n'est que le début d'une longue série noire.

#### L'hécatombe des as
Le II./JG 3 en particulier va être durement touché les jours suivants. Comme un signe, l'as des as aux 175 victoires Joachim Kirschner quitta la 5./JG 3 pour prendre la tête du IV./JG 27 en Grèce. L'ex chef de la 6./JG 3 en 1941 le Hauptmann Heinrich Sannemann le remplace alors,. Le 18 octobre, le groupe décolle pour une mission d'interception mais ne pût établir le contact. Au retour, le brouillard recouvrit les côtes néerlandaises et faute de carburant, dix pilotes durent effectuer un atterrissage forcé tandis que quatre autres disparaissaient en mer, dont le Hauptmann Paul Stolte (43 victoires) et l'Oberfeldwebel Werner Kloß (18). Sannemann qui en réchappa reprit donc la 6./JG 3 et Leopold Münster la 5./JG 3. Après avoir perçu de nouveaux appareils, le II./JG 3 perd à nouveau quatre avions sous les balles des P-47 le 20 octobre ; l'Oberfeldwebel Helmut Rüffler de retour au front à la 4./JG 3 après une longue période d'absence revendique ce jour-là un B-17 (victoire n° 52) tout comme son Staffelkapitän le Hauptmann Werner Lucas, sa 106e et…dernière victoire. Quatre jours plus tard dans l'après midi, l'officier périt à son tour au sud-ouest d'Amsterdam après un combat contre des Spitfire. Avec la mort de Lucas, la disparition de Stolte ainsi que le transfert de Kirschner, le II./JG 3 venait de perdre trois Staffelkapitän en moins d'une semaine. Le Leutnant Franz Ruhl prit en charge la 4./JG 3 mais l'hécatombe est loin d'être terminée.
Le 3 novembre et après deux jours de mauvais temps, le II./JG 3 décolla peu après midi et descendit quatre P-47 avant de rompre le combat. Le Major Kurt Brändle obtient un doublé (171 et 172e victoires) et Hans Frese sa 44e. L'autre vainqueur est le Feldwebel Walter Steinhans mais à peine posé, le groupe redécolla en catastrophe surpris par une attaque de B-26 escortés par des Spitfire. Incapable de se coordonner, trop bas et en infériorité numérique, les Allemands se font coiffer et perdent cinq pilotes et presque deux fois plus d'avions. Parmi eux, Walter Steinhans qui parvient à se défaire d'un Spitfire (son 10e succès) avant de périr à son tour, mais surtout Kurt Brändle qui ne rentrera jamais à sa base après avoir poursuivi les Marauder au-dessus de la Mer du nord. Un nouveau coup dur pour le II./JG 3 qui perd son Kommandeur et l'un de ses plus grands as et leaders, probablement victime lui aussi d'un Spitfire. Le Hauptmann Wilhelm Lemke prend alors la succession après que Sannemann ait assuré l'intérim. Pendant ce temps là, l'activité réduite des I./JG 3 et III./JG 3 entraîna le transfert du premier en France à Vendeville le 21 octobre. Néanmoins, les conditions météos en ce début de novembre ne permirent guère d'obtenir que trois petites victoires lors des quelques incursions américaines entre la France et la Belgique. La dernière est l'œuvre de l'Oberleutnant Ernst-Heinz Löhr chef de la 1./JG 3 qui officie sa 31e sur un P-51. Malgré la baisse d'activité, il devenait désormais évident que les forces aériennes outre-manche dépassaient numériquement les moyens de la Luftwaffe. Une solution consista à éloigner des côtes les unités aériennes de défense afin de laisser le temps aux chasseurs d'atteindre leur niveau de vol. Le II./JG 3 basé jusque-là à Amsterdam bénéficia de cette solution et déménagea plus au sud à Volkel, laissant ainsi le temps d'anticiper les raids ennemis. Une tactique payante puisque pour un seul pilote tué, le groupe s'adjugea 11 victoires jusqu'à la fin du mois, dont cinq le 30 septembre.
Pour autant, le séjour hollandais du II./JG 3 va à nouveau lui être fatal. Le 4 décembre, 200 Hawker Typhoon et P-47 surprennent deux Staffeln de Do 217 de la KG 2 à l'entraînement. Plusieurs groupes sont appelés en renfort dont le II./JG 3 qui n'enregistre aucune victoire et perd trois appareils et deux pilotes, à nouveau deux grands as : le Feldwebel Josef Schütte (41 victoires) revenu de la 3. pour la 5./JG 3, et le Hauptmann Wilhelm Lemke, récent Kommandeur qui avait réalisé sa 131e victoire le 30 septembre précédent. Le groupe perd ainsi son second Kommandeur en un mois et une nouvelle fois deux de ses meilleurs vétérans en lisses depuis 1941. Lemke recevra les feuilles de chêne à titre posthume. Le 19 décembre, la « Udet » réalise l'une de ses dernières grandes actions quand le III. et le IV./JG 3 (également désormais implanté en Bavière) des Hauptmann Dahl et Beyer abattent une douzaine de quadrimoteurs en provenance d'Italie venus s'en prendre à une usine Messerschmitt implantée en Autriche,. À la noël 1943, le IV./JG 3 prenait le chemin de la Belgique au nord de Bruxelles tandis que le II./JG 3 revenait dans le nord de l'Allemagne à Rotenburg. Avec le III./JG 3 au sud du Reich et le I./JG 3 toujours dans le nord de la France, la « Udet » se retrouve une nouvelle fois éparpillée. Malgré ses pertes et celles à venir, l'escadre va se révéler l'une des meilleures unités de la défense du Reich. Avec déjà  respectivement 7 et 8 victoires contre l'USAAF, les Leutnant Ruhl et Münster en sont alors les meilleurs exemples.

### Défense du Reich (1944)

#### Hémorragie continue
C'est le Major Klaus Quaet-Faslem qui rouvre le score de la JG 3 en 1944 quand le I. Gruppe intercepte le 4 janvier un raid américain sur Kiel. Le Kommandeur remporte ainsi sa 49e victoire. Quatre jours plus tard, son unité retourne à Mönchengladbach où son rôle est clairement défini : s'attaquer en priorité à l'escorte de chasse. Pour ce faire, on supprima les canons d'ailes afin d'alléger les Bf 109 et les rendre plus manœuvrables. Les combats furent néanmoins limités en janvier principalement en raison de la météo. C'est dans ces circonstances et lors de retour d'une mission avortée que Quaet-Faslem se crasha avec son ailier le 30 janvier en tentant un atterrissage forcé sans visibilité. Encore un coup dur donc pour la JG 3 qui perd à nouveau un de ses leaders, ; il recevra six mois plus tard la Croix de Chevalier à titre posthume. Toujours en forme en revanche le III./JG 3 qui réussit entretemps (29 janvier) une interception sur la frontière germano-belge en abattant 15 « Fortress », dont la 10e pour le Leutnant Raimund Koch de la 8./JG 3. Le IV./JG 3 désormais posté au sud des Pays-Bas et non loin de Mönchengladbach entra à son tour en action dès la fin du mois,.
En février 1944, les Hauptmann Josef Haiböck et Detlev Rohwer prennent en charge les I. et II./JG 3 tandis que Eberhard von Boremski fait son retour en prenant la tête de la 2./JG 3. Le 10 février, l'Oberleutnant Alfred Humer (21 victoires et chef de la 10./JG 3) est tué au-dessus de la Hollande tandis que son Kommandeur le Major Franz Beyer percute les arbres dès le lendemain au sud de Liège. L'officier aux 83 victoires « figure » de la JG 3 répondait présent au sein de l'escadre depuis 1940. Le II./JG 3 peut lui reprendre un peu du poil de la bête en descendant 5 avions le 10 février ; le lendemain, le Feldwebel Gerhard Thyben s'adjuge trois des quatre P-38 abattus par le groupe et atteint 37 victoires. Bien qu'interdit de vol, l'Oberstleutnant Wolf-Dietrich Wilcke reprit la voie des airs et descend lui aussi un P-38 le 10 février, sa 157e victoire. Le mauvais temps qui suivit fit place à la « Big Week » qui se déroula du 20 au 25 février 1944 avec des frappes en provenance d'Angleterre et d'Italie. Le bilan fut lourd pour les deux belligérants qui perdent plus de 200 avions. La JG 3 pour sa part revendiqua une soixantaine de succès dont un tiers pour le seul III./JG 3 le 23 février. Son Kommandeur Walther Dahl fut particulièrement actif puisque le Major remporta 8 victoires dont 6 bombardiers portant son score à 66, tandis que le Feldwebel Heinz Papendick (9./JG 3) portait le sien à 18 après cinq quadrimoteurs abattus en deux jours,. Cinq victoires de plus également pour Leopold Münster qui parvient à 89 succès. Mais la « Udet » perdit le Leutnant Ernst-Heinz Löhr (36 victoires) et l'Oberfeldwebel Kurt Gräf (16) de la 7./JG 3. Son récent Staffelkapitän Helmut Mertens (54) est blessé tout comme le Kommandeur Josef Haiböck (77), et l'Oberleutnant Herbert Kutscha (35) ; seul ce dernier pourra reprendre les combats. Venu de la 4./JG 3, le Leutnant Hans Frese (44 victoires) reprendra la suite de Löhr tandis que Mertens reprendra plus tard le I./JG 3 bien que demeurant inapte au vol.

#### Coups pour coups
Fin février, la JG 3 fut regroupée avec d'autres unités sur un axe restreint entre Hanovre et Berlin à l'exception du III./JG 3 resté en Bavière. Le IV./JG 3 rejoignit également le Sturmstaffel 1, une unité spécialisée dans la lutte aux quadrimoteurs. À sa tête, le Major Friedrich-Karl Müller, un as aux 117 victoires venu de la JG 53. Le 2 mars, le prometteur Heinz Papendick (18 succès) est tué au combat mais la JG 3 s'adjuge deux jours plus tard 7 adversaires lors du premier raid sur Berlin qui devient désormais la cible de la 8th Air Force. Le regroupement d'unités allemandes est une nouvelle fois payant le 6 mars puisque les Américains laissent sur le carreau 89 appareils, 13 pour le seul IV./JG 3. 48 heures plus tard, les deux belligérants remettent le couvert et la JG 3 revendique 21 victoires. Parmi les vainqueurs, Müller qui obtient un triplé, des doublés pour les Leutnant Franz Ruhl et Hans Weik (récent chef de la 10./JG 3 et futur bête noire de la 8th) mais le Leutnant Hans Frese (44 victoires) tombe au combat,,. Au sud de l'Allemagne, le III./JG 3 remporta lui aussi quelques succès du 15 au 18 mars mais ne fut pas non plus épargné par les pertes et pas des moindres puisque le chef de la 8./JG 3 Emil Bitsch (108 victoires) tombe à son tour alors que les Leutnant Herbert Zimmer et Ekkehard Tichy (21 victoires chacun) sont gravement blessés. Le premier décédera quatre jours plus tard et Tichy perdra un œil,,. Nouvelle grosse mission le 23 mars et nouveau revers avec la blessure de Hans Schleef dont l'avion est soufflé au sol par les hélices d'un He 177 ; la mort au combat du Feldwebel Rasso Förg de la 11./JG 3 (20 succès) mais surtout celle du Kommodore Wolf-Dietrich Wilcke. Leader exceptionnel, Wilcke avait bravé l'interdit en revolant avec ses hommes et porté son score à 162 victoires. Enfin, nouvelle déconvenue pour la « Udet » le 29 mars qui perd entre autres le vétéran Detlev Rohwer mortellement blessé au sol par des chasseurs américains,.
Le III./JG 3 réalisa quelques interceptions début avril sans le Major Dahl absent après avoir reçu la Croix de Chevalier,. Après une période de mauvais temps, Müller décolle désormais aux commandes de la « Udet » les 8 et 9 avril et s'y distingue tout comme Rüffler, Grünberg, Schlüter et Otto Weßling revenu à la 11./JG 3 depuis peu, mais aussi le Feldwebel Otto Florian (4./JG 3) ou encore le Leutnant Hans Iffland (10./JG 3). Très grosse journée le 11 avril où toute la JG 3 réalise 34 succès, Weßling et le Leutnant Oskar Zimmermann obtenant chacun un triplé (80e et 10e victoire). Arrivé par le sud peu après, le III./JG 3 s'adjuge quatre B-24 de plus, dont le 10e quadrimoteur pour le Leutnant Jürgen Hoerschelmann, actuel chef de 7./JG 3. Mais les pertes furent sévères avec notamment au II./JG 3 la mort de l'Oberfeldwebel Rudolf Traphan et le Feldwebel Waldemar Eyrich (13 et 31 victoires) tandis que von Boremski (12./JG 3) est accidentellement blessé,,,. Une douzaine de succès supplémentaires furent obtenues le 13 avril mais le I./JG 3 perd deux jours plus tard le Leutnant Harro Schlüter (33 victoires) à l'entrainement. Plusieurs pilotes de la JG 51 viennent alors renforcer le groupe, de même que Gustav Dilling de retour au front. Les 18 avril, la JG 3 remporte 28 succès ; le lendemain, Franz Schwaiger nouveau chef de la 1./JG 3 et Helmut Rüffler arrivent tous deux à 58 victoires,,, mais l'Oberleutnant Otto Weßling subit le même sort que Detlev Rohwer, mitraillé au sol par un P-51,. La mission du 22 avril se solde par 12 victoires, dont la première du nouveau Kommandeur du IV./JG 3, le Hauptmann Wilhelm Moritz. Les as de la chasse aux quadrimoteurs s'illustrent les 24 et 29 avril avec 30 et 20 victoires, tels les Major Müller et Dahl, les Leutnant Weik, Iffland et Zimmerman, mais qui se payent une nouvelle fois avec la mort du Feldwebel Heinz Gosemann (20 victoires avec la 8./JG 3) et du vétéran Franz Schwaiger, lui aussi victime des balles US après un atterrissage forcé.

#### Avions béliers
Fin avril, le Sturmstaffel 1 fusionna avec le IV./JG 3 avec rééquipement de sa 11. Staffel en Fw 190. Les I. et II./JG 3 sont désormais sous les ordres des Hauptmann Mertens et Frielinghaus mais qui demeurent tous deux au sol en raison de leurs blessures,. S'ensuivit une nouvelle pause météo avant la première grosse mission du 8 mai où la JG 3 remporta pas moins de 38 succès. Le Major Müller réalisa un triplé tout comme le Leutnant Weik (31e succès),, Hans Schäfer portant son score à 15 tandis que l'Unteroffizier Willi Unger descendait lui son 10e quadrimoteur. Autre vainqueur, Leopold Münster qui obtient un doublé mais l'as percuta sa 95e victime l'entrainant dans la mort avec lui. La 5./JG 3 qu'il commandait revient alors à Hans Grünberg . La « Udet » se reprit très vite le 12 mai suivant en interceptant le premier raid dirigé contre les usines d'essence : environ 40 succès furent obtenues auquel participa également le III./JG 3 deux heures après. Müller descend son 22e quadrimoteur et porte son palmarès à sa 140. 24 heures plus tard sont visées des usines en Pologne ce qui permet à Oskar Zimmermann de parvenir à 20 victoires , 10 pour le Leutnant Werner Gerth, ancien du Sturmstaffel 1 et chef de la 11./JG 3. C'est à cette période que les chasseurs affectés à la défense du Reich se virent alloués une bande de couleur (blanche pour la JG 3) permettant une meilleure distinction. Le IV./JG 3 troqua également tous ses Bf 109 restants contre des Fw 190 mais dont les succès furent plus modestes jusqu'à la fin du mois en raison de l'omniprésence de la chasse américaine. Du 19 au 30 mai, les 8th et 15th Air force occupèrent la « Udet » dans des raids visant à préparer le futur débarquement : environ 80 succès furent revendiqués mais le III./JG 3 perd le Leutnant Jürgen Hoerschelmann (18 victoires) et le Feldwebel Robert Meyer-Arend (13). Enfin, le sort finit de s'acharner sur la JG 3 quand le Major Friedrich-Karl Müller s'écrase accidentellement à l'atterrissage le 29 mai.

#### Campagne de Normandie
C'est un autre grand as en la personne du Major Heinrich Bär qui reprend la JG 3 à quelques jours du débarquement,. Le « jour J », l'escadre fait mouvement vers la France et va pour l'essentiel intervenir à partir de terrains autour d'Évreux et de Dreux. Le III./JG 3 désormais sous les ordres du Hauptmann Karl-Heinz Langer est le premier à faire le voyage et intervient dès le 7 juin contre les barges amphibies. Pris dans des combats et la DCA, le groupe obtient 3 victoires pour 2 blessés, 1 mort, et 3 disparus. À peine débarqué le jour même, le II./JG 3 est accueilli par une attaque de Mustang après un transfert chaotique amenant une dizaine de Bf 109 à se poser en campagne ! Le IV./JG 3 se retrouve également à Dreux le 8 juin lui aussi fraichement cueilli par des bombardements. Dans les heures qui suivent, les groupes effectuent des frappes lestées de bombes et sont autant de cibles faciles pour la chasse alliée. Le 10 juin, la « Udet » remporte 7 victoires mais a déjà perdu 14 pilotes en deux jours. Le I./JG 3 ne rejoint la France que le 11 juin à Metz puis à Champfleury le lendemain pour remplacer temporairement le III./JG 1. Le groupe affronte l'ennemi pour la première fois le 14 et perd deux pilotes, dont l'as aux 52 victoires Gustav Dilling. Le lendemain, le III./JG 3 subit à son tour une frappe aérienne et perd une vingtaine de mécaniciens blessés ou tués ainsi que l'Oberleutnant Karl-Emil Rüping (15 victoires). Inadapté aux missions tactiques, le IV./JG 3 est très vite retiré du front le 13 juin pour revenir s'établir dans région de Vienne. Les groupes restants reçoivent l'ordre de reprendre les missions de chasse et vont ainsi se partager une quarantaine de succès jusqu'au 30 juin mais au prix de 15 blessés et 23 morts, dont le Feldwebel Otto Florian qui disparaît cinq jours après sa 12e victoire. Tombé malade, son Staffelkapitän Franz Ruhl est remplacé par le Hauptmann Herbert Kutscha revenu de blessure. Le III./JG 1 fait également son retour fin juin ce qui permet le désengagement du I./JG 3 du front normand.
Désormais commandé par le Major Hans-Ekkehard Bob, le II./JG 3 se rééquipe grâce aux avions convoyés par le II./JG 5 et va désormais opérer le plus souvent de concert avec le III./JG 3 sans jamais passer au travers de la chasse adverse. Ainsi pour 6 petites victoires aériennes, la JG 3 déplore lors de la première quinzaine de juillet, 9 tués ou disparus, 4 blessés et deux pilotes capturés, dont le Leutnant Dieter Zink (12 victoires). Afin de combler les brèches, des unités du front Est viennent alors renforcer les groupes de Normandie. Ainsi, les II. et III./JG 3 reçoivent les 4. et 7./JG 52 commandées par le Leutnant Hans Waldmann (125 victoires) et l'Oberleutnant Eberhard von Treuberg (11). Dès le 16 juillet, ces deux Staffeln sont mis à contribution avec leurs groupes respectifs mais vont tomber sur de nombreux Spitfire : Kutscha, von Treuberg, Helmut Rüffler et six autres pilotes revendiquent chacun un Anglais mais le III./JG 3 perd 8 pilotes, dont l'as de la 7./JG 52 le Leutnant Friedrich Wachowiak titulaire de 86 victoires et porteur de la Croix de Chevalier. Mêmes scores de part et d'autre deux jours plus tard contre des P-47 et P-51, le gros des pertes allemandes étant cette fois assumées par la 4./JG 52 et la 6./JG 3 qui perd notamment le Leutnant Rober Roller (13 victoires). Pour l'Oberfeldwebel Rüffler à la fois double vainqueur et blessé, c'est la fin de l'aventure avec la JG 3. De même pour son Kommandeur Hans-Ekkehard Bob qui retourne en Allemagne le 21 juillet pour une unité d'essais et laisse sa place au Hauptmann Kutscha. Les beaux jours de juillet permettent autant de missions avec son lot de pertes dans les deux camps - 10 tués pour 10 victoires jusqu'à la percée américaine vers Avranches, le Leutnant Zimmerman (chef de la 6./JG 3) étant à son tour  blessé après son 25e succès. Seul réconfort, Franz Ruhl toujours hospitalisé se voit remettre la Croix la Chevalier, une décoration également reçue par Hans Grünberg dès le 9 juin.
Début août, la JG 3 met à profil le mauvais temps pour effectuer des mitraillages de convois de véhicules et de troupes. Les 6 et 7 août, le II./JG 3 et la 4./JG 52 obtiennent 6 victoires lors d'une mission de protection de base de lancement de V1 et de chasse libre, les Leutnant Waldmann et Grünberg obtenant leur 127 et 71e victoire. Autre vainqueur, le Major Heinrich Bär en visite d'inspection sur le terrain du III./JG 3 avec le Feldmarschall Hugo Sperrle, qui remporte une victoire « probable » sur un Mustang lors de son vol retour. En fin d'après-midi, le groupe basé loin du front à Sours depuis six semaines subit une violente attaque aérienne. Faute de moyens de défense antiaériens sur son terrain, 15 avions sont détruits ou endommagés et le III./JG 3 n'a d'autres choix que de quitter l'Eure-et-Loir pour s'établir sur des terrains autour de Châlons-sur-Marne le 10 août, rejoint au crépuscule par le II./JG 3. À ce stade, les deux groupes ont déjà eut 6 blessés depuis le début du mois et perdu 9 pilotes, dont le Feldwebel Herbert Dehrmann (14 victoires avec la 6./JG 3). À cette époque, les Jagdgeschwader remanient leurs effectifs et passe à quatre Staffeln par Gruppe. La 7. puis bientôt la 4./JG 52 deviennent ainsi 12. et 8./JG 3 bousculant la hiérarchie habituelle. Dernier vainqueur avant le transfert en Champagne, l'Oberleutnant Raimund Koch qui obtient un doublé le 13 août dans deux missions d'escorte longue distance entre Alençon et le Mans où sept pilotes allemands ne rentrent pas à leur base. La « Udet » se reprend les 14 et 18 août en remportant 6 et 9 victoires, dont deux doublés pour Waldmann qui porte son score à 131. D'autres succès ont lieu les deux jours suivants, la toute dernière le 22 août par le Leutnant Zimmerman de retour cette fois à la tête de la 9./JG 3. La veille, le II./JG 3 était de retour en Allemagne pour laisser place au III./JG 76. Le III./JG 3 du Hauptmann Langer est le dernier à partir, la dernière semaine de combat ayant encore coûté aux deux groupes une dizaine des leurs.

#### Retour au cœur du Reich
En juin, le IV./JG 3 avait reçu le renfort de la 2./JG 51 alors en cours de reconversion sur Fw 190. Commandée par l'Oberleutnant Horst Haase (46 victoires), l'unité compte dans ses rangs le Leutnant Oskar Romm (76) et porteur de la Croix de Chevalier, ainsi que les Unteroffizier Kurt Gren et Klaus Neumann (12 chacun) ,,. Après quelques jours en Autriche, le groupe se retrouve posté près de Nuremberg début juillet rattaché à la JG 300 du Major Walther Dahl. Dès le 7 du mois, le IV./JG 3 et la 2./JG 51 retrouvent la 8th Air Force et revendiquent pas moins de 34 B-24, avec notamment des victoires du Hauptmann Moritz (sa 40e) et des as habituels (Weik, Iffland, Gerth, Rachner, Unger), la 2./JG 51 n'étant pas en reste. Hans Rachner est toutefois abattu et tué par un P-51 tandis que Hans Iffland est blessé et ne reprendra pas sa place au combat. La propagande allemande couvrira largement l'événement mais seul un nombre important de groupe d'assaut pouvait sérieusement malmener l'USAAF dans la durée,. Le IV./JG 3 et la 2./JG 51 redescendent au sud-ouest de Munich et se cognent le 18 juillet à des B-17 de la 15th Air Force venus d'Italie : 49 victoires sont cette fois déclarées, Oskar Romm maintenant chef de la 12./JG 3 passe à 80 succès après un triplé. Pour la bonne conduite de son unité, Wilhelm Moritz reçoit la Croix de Chevalier mais treize de ses hommes ont tout de même été tués ou blessés, dont Hans Weik qui pour ses faits d'armes, se voit également décoré en convalescence. Le IV./JG 3 et la 2./JG 51 réalisent encore quelques belles actions notamment le 29 juillet (13 victoires) dont la 50e de l'Oberleutnant Haase. Pendant ce temps, le I./JG 3 doit se rééquiper et entraîner ses nouveaux pilotes majoritairement novices. Le vétéran Hans Schleef rejoint la JG 5 et le Hauptmann Ernst Laube (18 victoires) qui commandait le groupe en Normandie voit l'arrivée d'un ancien camarade, le Leutnant unijambiste Walter Brandt (37 succès) qui prend en charge la 2./JG 3.
Le 3 août, le seul IV./JG 3 s'adjuge sur le chemin de retour 19 quadrimoteurs en moins de dix minutes mais perd en contrepartie neuf Fw 190 et cinq pilotes. Le vent commençait à tourner pour les Allemands d'autant que la campagne de bombardement américaine sur les usines d'essence réduisait sensiblement les capacités d'une Luftwaffe trop faible pour combattre à la fois en Normandie et défendre les sites industriels du Reich. Basé entre Dortmund et Hanovre, le I./JG 3 commença ses opérations fin juillet mais sa tâche était tout simplement insurmontable. Dans son rôle d'occuper la chasse adverse, le groupe se retrouva souvent dépassé en nombre. Du 4 au 9 août, le I./JG 3 eut 6 blessés et perdit 16 pilotes et 28 machines, le tout pour 7 victoires sur les chasseurs d'escorte. Mi-août, le groupe prend pied sur une base bien équipée près de Potsdam mais rien n'y fit. L'un des rares vétérans le Leutnant Hubert Buschmann (22 victoires) perd la vie le 18 août tout comme Ekkehard Tichy – Staffelkapitän de la 13./JG 3 - qui percute un B-17 en vol ; l'as affecté au IV./JG 3 après la perte d'un œil le 18 mars avait porté son score à 25. Le groupe a alors depuis lui aussi subit une renumérotation et intégré la 12./JG 51 comme quatrième escadrille. Du 15 au 29 août, le IV./JG 3 remporte en moyennes moins d'une dizaine de succès par mission, dont les dernières face à la 15th Air Force. Depuis leur retour de Normandie, l'Oberleutnant Werner Gerth et les sous-officiers Willi Unger, Klaus Neumann et Kurt Gren ont depuis revendiqué une dizaine de succès chacun. Mais ce dernier perd la vie le 23 août après sa 23e victoire. Le concept d'avion bélier commençait désormais à s'essouffler face à la masse d'avions d'escorte capable de rompre les formations d'assaut. Le I./JG 3 effectua lui aussi ses dernières sorties face à la 15th Air Force, ses quelques succès étant bien loin de compenser ses propres pertes.

#### Inexorable attrition
Son séjour en Normandie lui ayant coûté dans les 200 avions, le III./JG 3 se voit attribuer plusieurs semaines de repos. Ayant subi moitié moins de pertes, le II./JG 3 doit tout de même lui aussi se rééquiper. Des vétérans d'autres unités (bombardement, transport, reconnaissance) viennent en renfort mais malgré leur motivation, la plupart feront difficilement le poids face aux flots de pilotes US qui bénéficient à ce stade de la guerre d'une bien meilleure formation. Côté allemand, seule la production d'avions demeurait à haut niveau. Basés entre Berlin et la région de Leipzig, le I. et le IV./JG 3 sont sollicités du 11 au 13 septembre pour défendre les usines d'essences synthétiques. Pour 4 petites victoires, le I./JG 3 déplore 6 morts et 2 blessés, des pertes équivalentes pour le IV./JG 3 qui revendique 21 succès, dont le 20e de Willi Unger. Des pertes assez « légères » en comparaison des 111 tués et disparus et 44 blessés que la Lufwaffe déplora en trois jours au-dessus de l'Allemagne. Le I./JG 3 qui s'est maintenant déplacé à Dortmund est engagé le 20 septembre dans l'opération Market Garden et s'adjuge dès le lendemain trois Avro Lancaster. Cependant, la couverture nuageuse perturba la plupart des opérations aériennes jusqu'au 27 septembre. Ce jour-là, le IV./JG 3 et les deux autres Sturmgruppen (II./JG 300 et II./JG 4) se retrouvent pour la première fois ensemble face à des B-24 du 445th Bomber Group. Le IV./JG 3 déboule en premier avant l'arrivée de l'escorte et poivre 21 quadrimoteurs, sur les…81 (!)  réclamés par les trois unités. Succès plus modeste le lendemain pour les Sturmgruppen avec 29 victoires (11 d'après les pertes américaines), mais qui viennent également de perdre 30 pilotes en deux jours. Si une concentration d'avions béliers pouvait anéantir tout un box de bombardiers, le reste de la formation américaine restait toujours à même de mener à bien sa mission, une guerre d'usure que les Allemands perdaient inexorablement.
Après une interception ratée le 6 octobre qui coûta la vie à trois pilotes et blessa mortellement l'as aux 11 victoires le Feldwebel Gerhard Vivroux, le IV./JG 3 sous protection du I./JG 3 revendiqua 8 victoires le lendemain, dont la 30e de Klaus Neumann. Le reste du mois, les deux groupes ne furent guères sollicités en partie en cause du manque de carburant, mais aussi pour se remettre des pertes humaines et matérielles. Si le rééquipement en avions neufs ne posait guère problème, le manque d'essence et de pilotes correctement formés devenaient en revanche critiques. Le I./JG 3 passa à son tour à quatre escadrilles, la 4./JG 3 étant pris en charge par Oskar Romm, désormais à 85 victoires. Le Feldwebel Arnold Bringmann qui avait brillé à l'Est en 1943, vient également renforcer la 1./JG 3. Ainsi remodelé, le groupe redécolle le 12 octobre puis opère avec les II. et IV./JG 3 le 16 dans une tentative d'interception de la 15th Air Force sur l'Autriche et la Tchécoslovaquie. Cinq pilotes perdent la vie du fait des Mustang sans plus d'informations, dont le Fahnenjunker-Feldwebel Heinz Angres de la 15./JG 3 (10 victoires). Dans les jours qui suivent, les mauvaises conditions météos diminuent toute activité à l'exception des missions d'entraînement. Pour leurs nombreux succès en 1944, quatre pilotes reçoivent la Croix de Chevalier du 23 au 29 octobre : le Leutnant Oskar Zimmerman chef de la 9./JG 3 ; puis pour le IV./JG 3, Willi Unger, Werner Gerth et Horst Haase. Ce dernier passe également Hauptmann et devient Kommandeur du I./JG 3 à la place d'Ernst Laube transféré comme officier de réserve.
Le 2 novembre, près de 1 200 bombardiers escortés par presque 1 000 chasseurs frappèrent le centre de l'Allemagne. Pour la JG 3 réunie au complet pour la première fois dans une mission défensive du Reich, ce fut une journée noire : 49 machines perdues et 26 pilotes tués, plus 11 blessés, les II. et IV./JG 3 concentrant le gros des pertes. Ce dernier revendiqua 21 B-17 mais perdit tout autant d'avions. Ce jour-là, la Luftwaffe perdit 44 % de ses effectifs engagés ! Parmi les victimes, le Staffelkapitän de la 14./JG 3 l'Oberleutnant Werner Gerth qui se tue après son 27e succès, son  parachute ne s'étant pas déployé,. Autre victime, le Hauptmann Raimund Koch (26 victoires) et chef de la 11./JG 3 qui se tue accidentellement. Le reste du mois fut consacré pour l'essentiel aux entraînements dans la mesure où la météo et l'approvisionnement en essence le permettaient. Le 26 novembre, la JG 3 reçoit l'ordre de décoller en dépit du mauvais temps empêchant de facto  toute interception. Plusieurs pilotes se crashent faute de visibilité et le I./JG 3 perd ainsi son Kommandeur Horst Hasse qui percute son ailier le Leutnant Hans Fritz, un as aux 12 victoires. La veille, le II. Gruppe quittait la « Udet » après près de cinq années au sein de l'escadre. Renommé II./JG 7, il commença sa formation sur Me 262 à réaction.

#### Défense contre-attaque
Un mois jour pour jour après la débâcle du 2 novembre, la JG 3 se retrouve dans le ciel du Reich malgré la couverture nuageuse. La formation allemande revendique 27 victoires, dont 22 Liberator pour le IV. Gruppe (la moitié d'après les chiffres américains) mais autant de Bf 109 et Fw 190 sont perdus provoquant la mort de 17 pilotes et 7 blessés. En cause, l'omniprésence des chasseurs américains mais aussi cette fois le givre sur les cockpits. Parmi les tués figure le Fahnenjunker-Feldwebel Hans Reiff, absent des combats depuis le printemps 1943 après sa 54e victoire,. Seule compensation, le Feldwebel Klaus Neumann qui une semaine plus tard, gagne la Croix de Chevalier avec un palmarès de 32 dont 19 quadrimoteurs. La Luftwaffe ne fit guère d'effort pour contrer l'USAAF les jours suivants, le manque de carburant tout comme la météo paralysant tout. Le 12 décembre pourtant, le I./JG 3 intercepte avec succès une formation de Lancaster sans escorte et en descend 13 pour cinq pilotes perdus.
Le 16 décembre, Hitler profita de la couverture nuageuse persistante pour autoriser une contre offensive allemande dans les Ardennes. La JG 3 délaissa en partie son rôle d'intercepteur à haute altitude au profit des troupes au sol en attaquant en priorité les chasseurs-bombardiers et les bimoteurs ennemis. Jusqu'à la fin de l'année, le I./JG 3 ne revendiqua que 6 petites victoires au prix d'une vingtaine de tués, capturés, blessés et disparus. Ne seront pas épargnés les quatre Staffelkapitän, les Leutnant Fritz Mrotzeck (18 victoires), Franz Ruhl (37), Theodor Kaiser (22) et Walter Brandt (38), les deux premiers étant tués, les deux autres blessés. Le III./JG 3 du Hauptmann Karl-Heinz Langer s'en sortit « un peu mieux » avec 13 victoires, dont deux pour ce dernier, mais l'officier perd tout de même 17 de ses hommes. Une fois n'est pas coutume, c'est le IV./JG 3 qui se tailla la part du lion avec 63 victoires dont la moitié en un jour ! Ce 23 décembre, les Fw 190 et leurs canons de gros calibres taillent en pièce toute une formation de B-26 Marauder soit 30 appareils. Des succès chers payés toutefois avec 26 pertes pour le groupe lors de cette seconde quinzaine de décembre, dont un Kommandeur et deux Staffelkapitän, le plus notoire le Hauptmann Wolfgang Kosse, un pilote de la première heure qui comptait 28 succès. À la fin de l'année 1944, il devenait clair que l'offensive allemande dans les Ardennes était vaine ce qui n'empêcha pas pour autant les dirigeants allemands de lancer la Luftwaffe dans un dernier baroud d'honneur aussi coûteux qu'inutile.

### Retour vers l'Est (1945)

#### Fin de l'offensive à l'Ouest
L'opération de la dernière chance consistait à détruire au sol les capacités aériennes des Alliées basées en France, en Belgique et aux Pays-Bas. Presque tous les groupes de chasse allemands basés à l'Ouest y participèrent, dont la JG 3 du Major Bär avec pour objectif assigné la base d'Eindhoven où stationnaient sur place plusieurs unités britanniques de Typhoon, Spitfire et Mustang. Hormis les leaders, les pilotes ne furent prévenus de l'opération (nom de code Bodenplatte) que la veille et furent interdis de festivités pour le nouvel an. Au matin du 1er janvier 1945, 19 Fw 190 du IV./JG 3 précédèrent les 15 Bf 109 du III./JG 3, auquel se joignirent trois Focke-Wulf du Stab, dont un fit demi-tour pour problème technique. 22 autres Messerschmitt du I./JG 3 s'élancèrent à leurs tours mais l'un d'eux dû également abandonner pour problème moteur. Le Fw 190D « long nez » plus rapide du Major Bär décolla en dernier et exécuta le vol en solo, le reste de la « Udet » étant guidé par des Ju 88.
À Eindhoven, quelques appareils anglais décollèrent pour leurs missions routinières au moment même où les chasseurs de la JG 3 franchirent la ligne de front sans encombre. Celui du chef de la 10. Staffel le Leutnant Hans-Ulrich Jung (10 victoires) accrocha toutefois peu après une ligne électrique, ne laissant aucune chance au pilote de 22 ans. Une fois sur l'objectif, la DCA ouvrit le feu sur les Allemands tout comme le Major Bär qui descend deux Typhoon en arrivant. La JG 3 déboule ensuite sur le terrain et mitraille les avions britanniques au sol mais ceux en l'air ripostent ce qui amène à plusieurs victoires aériennes dans les deux camps. Parmi les vainqueurs, le Leutnant Oskar Zimmermann (chef de la 9./JG 3) qui remporte son 30e succès. L'attaque dura un peu plus de 20 minutes causant de lourds dégâts matériels et des pertes humaines. Le I./JG 6 se joignit également à l'action et quand tout fut terminé, 44 avions anglais avaient été détruits et 60 autres endommagés, ainsi que 9 abattus en combat aérien. Un succès donc pour la JG 3 qui laissa tout de même 15 chasseurs au tapis, 6 capturés et 9 morts et disparus, dont l'Oberleutnant Eberhard von Treuberg (20 victoires). La DCA causa environ la moitié des pertes. L'unité redécolla l'après-midi même pour une mission d'escorte de Me 262 du KG 76 et descendit deux Sptifire pour trois avions abattus. Dans son ensemble, Bodenplatte fut un échec stratégique et le début de la fin de la contre-offensive allemande dans les Ardennes.
Douze Fw 190A du IV./JG 3 participèrent encore à un affrontement majeur contre la 8th Air Force le 14 janvier 1945 mais tous furent abattus causant 4 blessés et autant de tués dont l'as aux 14 victoires le Feldwebel Otto Erhardt. Ce jour-là, la Luftwaffe connut la pire journée de son histoire en perdant 107 pilotes (essentiellement des JG 300 et JG 301) tandis que 32 autres étaient blessés,. Au même moment, les Soviétiques menèrent une offensive générale en Pologne et toute la JG 3 fut massée au nord-est de l'Allemagne autour de Szczecin fin janvier. La « Udet » reçut également un nouveau Kommodore - en fait le dernier, le Major Werner Schröer (102 victoires) connu pour ses faits d'armes en Afrique et en Méditerranée avec la JG 27.

#### Stopper l'avancée soviétique
Les premières missions de la « Udet » consistèrent à appuyer le groupe d'armées Vistule et de fournir une escorte aux unités anti-char équipés de Fw 190 et Ju 87. Il y eut peu de combat aérien à cette époque en raison d'une force aérienne soviétique hésitante. Priorité était de toute façon donnée au soutien des forces au sol mais l'hiver humide de 1945 pénalisa les activités aériennes, d'autant que sur place, les Allemands doivent faire avec une quantité de carburant limitée. Les stocks rapidement épuisés, le JG 3 recula début février de quelques dizaines de km à l'Ouest pour se retrouver sur le sol allemand au nord de Berlin, l'escadre s'étant jusque-là contentée de mitraillages de colonnes de troupes et de véhicules,. Les premiers combats aériens débutèrent avec l'opération Sonnenwende où l'aviation russe va cette fois sortir de sa réserve. Dès lors, la JG 3 peut renouer avec ses succès à l'Est, à ceci près que la plupart des pilotes qui la compose alors n'ont jamais combattu le moindre appareil soviétique. Près d'une vingtaine d'appareils sont ainsi descendus le 19 février, dont la moitié par le III./JG 3. Ce même jour, le I./JG 3 perd sa 4. Staffel par manque d'essence, et ses pilotes sont répartis dans les trois escadrilles restantes tandis qu'une partie du personnel non-naviguant est transféré dans la Wehrmacht ou la Waffen-SS. Jusqu'à la fin du mois, la JG 3 resta de toute façon inactive dû aux mauvaises conditions météos. 
Le temps se dégagea début mars et le 3, l'escadre s'adjugea à nouveau plus d'une vingtaine de victoires. Mention spéciale ce jour-là au Leutnant Walter Brandt qui malgré le handicap d'une jambe artificiel, détruisit trois chars et mitrailla 20 camions au petit matin, avant de descendre trois avions en fin d'après-midi (victoires 40 à 42) pour finir par...un atterrissage forcé après avoir été touché ! Blessé dans l'affaire, le Staffelkapitän de la 2./JG 3 fit l'objet d'un communiqué de presse. À noter également le 90e succès d'Oskar Romm à la tête du IV./JG 3 et le 31e et dernier d'Arnold Bringmann. Les 5 et 6 mars impliquèrent essentiellement le III./JG 3 du Hauptmann Langer qui comme Bringmann et Romm, est l'un des rares à avoir déjà combattu à l'Est. Les attaques au sol se poursuivirent sous la pression des Soviétiques tout comme les combats aériens qui en découlèrent. Le 11 mars se termina par 16 victoires,, dont les trois premières du Major Schröer face aux Russes et un quadruplé pour le Feldwebel Willi Maximowitz pour le 20e de cet ancien du Sturmstaffel 1. Schröer remit le couvert quatre jours plus tard avec un nouveau triplé sur des Pe-2 , même score pour l'Oberfeldwebel Walter Kutz de la 13./JG 3 et un joli quintuplé pour son ailier l'Unteroffizier Ferdinand Löschenkohl, l'armement lourd des Fw 190 du IV./JG 3 se révélant particulièrement efficace contre les appareils soviétiques. La seconde quinzaine du mois fut moins riche en activité, en cause le brouillard et la couverture nuageuse ainsi que le l'inexorable pénurie de carburant. Après une 9e et dernière victoire de l'Oberfeldwebel Rudolf Hener, le I./JG 3 reçoit l'ordre de sa dissolution le 23 mars et les pilotes sont répartis dans d'autres unités en fonction de leur expérience (y compris la Flak).
Les informations quant à l'activité du nouveau II./JG 3 restent vagues. Le groupe se joignit aux JG 300 et 301 dans un combat le 9 février avant de rejoindre ses camarades à l'Est pour contrer l'offensive soviétique. Il perdit neuf aviateurs contre deux victoires connues,. Du reste, les détails des victoires des III. et IV./JG 3 en avril restent également éparses. Le Hauptmann Karl-Heinz Langer parvient à sa 30e et dernière victoire le 23 avril ; trois jours auparavant, l'as le plus ancien encore présent à la « Udet » recevait la Croix de Chevalier. Finalement, le III./JG 3 qu'il commande depuis près d'un an remporta environ 90 succès entre février et avril 1945 mais pour la perte de 28 pilotes. Werner Schröer porta lui son score à 114 et fut l'un des derniers « Expertern » à recevoir les glaives. Mais c'est de nouveau le IV./JG 3 qui s'illustra à la même période avec plus de 100 succès pour 29 tués, capturés ou disparus. Le groupe de l'Oberleutnant Oskar Romm reçut en avril des Fw 190D « Dora », Romm crashant d'ailleurs le sien le 24 du mois ce qui envoya l'as aux 92 victoires en convalescence. Son successeur le Hauptmann Gerhard Koall ne lui survit que trois jours abattu par la DCA. C'est un autre grand as, le Hauptmann Günther Schack (174 victoires) qui prit la tête du groupe pour les huit derniers jours de la guerre. Cependant, c'est un petit noyau de sous-officiers tous appartenant au IV./JG 3 qui s'illustra lors de ce dernier round face aux Soviétiques : les Feldwebel Harry Wald et Hubert Drdla ainsi que les Oberfeldwebel Kutz et Maximowitz revendiquèrent chacun entre 10 et 18 succès en 1945. Ce dernier réalisa également le dernier quintuplé de l'escadre mais disparait le 20 avril après un combat à l'est de Berlin ; il était titulaire de 27 victoires. Même sort dix jours plus tard pour le Leutnant Herbert Bareuther, récent chef de la 14./JG 3 depuis le 2 avril où il remporta ses 11 derniers succès qui vinrent s'ajouter aux 44 acquises avec le I./JG 51 depuis 1941. Il recevra posthumément la  Croix de Chevalier .

#### Fin de carrière
En mai, toute la JG 3 se retrouva en Schleswig-Holstein sur la côte baltique proche de la frontière danoise, le IV./JG 3 sur l'île de Sylt. C'est dans cette région que la « Udet » se rendit aux forces britanniques trois jours avant l'armistice. Au cours de sa longue carrière, la JG 3 se battit sur tous les fronts avec des groupes incessamment itinérants d'un secteur à l'autre. Outre les nombreuses cibles détruites au sol, entre 6 650 et plus de 7 000 victoires fut déclarées, le premier chiffre demeurant surement plus fiable compte tenu des revendications erronées, notamment lors des grands combats aériens contre l'USAAF,. Une chose indéniable est le lourd tribut que paya l'escadre pour ses faits d'armes : sur les 277 as connus, plus de six sur dix mourront pendant la guerre. Sur les dix premiers pilotes, neuf ne survivront pas, le dernier n'étant autre que l'Oberst Günther Lützow qui disparaît sur Me 262 le 24 avril 1945 avec la JV 44. La figure de la « Udet » rejoint ainsi bon nombre de ses compagnons de la JG 3 et l'as de la grande guerre qui lui donna son nom.

## Organisation

### Stab
Formé le 1er mai 1939 à Bernbourg à partir du Stab/JG 231
Geschwaderkommodore :
| Début             | Fin               | Grade          | Nom                                    |
| ----------------- | ----------------- | -------------- | -------------------------------------- |
| 1er mai 1939      | 26 septembre 1939 | Oberstleutnant | Max Ibel                               |
| 26 septembre 1939 | 21 août 1940      | Oberstleutnant | Carl Vieck                             |
| 21 août 1940      | 11 août 1942      | Hauptmann      | Günther Lützow                         |
| 12 août 1942      | 23 mars 1944      | Hauptmann      | Wolf-Dietrich Wilcke (mort au combat)  |
| avril 1944        | 29 mai 1944       | Major          | Friedrich-Karl Müller (mort au combat) |
| 30 mai 1944       | 9 juin 1944       | Major          | Hans-Ekkehard Bob (par interim)        |
| 10 juin 1944      | 13 février 1945   | Major          | Heinz Bär                              |
| 14 février 1945   | 8 mai 1945        | Major          | Werner Schröer                         |

### I.Gruppe
Formé le 1er mai 1939 à Zerbst à partir du II./JG 231 avec :
- Stab I./JG 3 à partir du Stab II./JG 231
- 1./JG 3 à partir de la 4./JG 231
- 2./JG 3 à partir de la 5./JG 231
- 3./JG 3 à partir de la 6./JG 231

Le 15 janvier 1942, le I./JG 3 est renommé II./JG 1 avec :
- Stab I./JG 3 devient Stab II./JG 1
- 1./JG 3 devient 4./JG 1
- 2./JG 3 devient 5./JG 1
- 3./JG 3 devient 6./JG 1

Reformé en janvier 1942 à Wiesbaden-Erbenheim avec :
- Stab I./JG 3 à partir du Ergänzungsgruppe/JG 3
- 1./JG 3 à partir de la Einsatzstaffel/JG3
- 2./JG 3 nouvellement créée
- 3./JG 3 nouvellement créée

La 3./JG 3 est temporairement dissoute entre août 1942 et septembre 1942
Le 10 septembre 1944, le I./JG 3 est augmenté à quatre Staffeln :
- 1./JG 3 inchangée
- 2./JG 3 inchangée
- 3./JG 3 inchangée
- 4./JG 3 nouvellement créée (opérationnelle début octobre)[320]

Le 4./JG 3 est dissoute le 19 février 1945 et le I./JG 3 le 31 mars 1945.
Gruppenkommandeur :
| Début            | Fin              | Grade        | Nom                                 |
| ---------------- | ---------------- | ------------ | ----------------------------------- |
| 1er mai 1939     | 31 octobre 1939  | Major        | Otto Heinrich von Houwald           |
| 3 novembre 1939  | 21 août 1940     | Hauptmann    | Günther Lützow                      |
| 24 août 1940     | 27 août 1940     | Oberleutnant | Lothar Keller (par intérim)         |
| 27 août 1940     | 15 janvier 1942  | Hauptmann    | Hans von Hahn                       |
| 1er mars 1942    | 31 août 1942     | Hauptmann    | Georg Michalek                      |
| 18 août 1942     | 30 janvier 1944  | Hauptmann    | Klaus Quaet-Faslem (mort au combat) |
| 1er février 1944 | 7 février 1944   | Hauptmann    | Joachim von Wehren                  |
| 8 février 1944   | 25 février 1944  | Hauptmann    | Josef Haiböck (blessé)              |
| 25 février 1944  | 11 avril 1944    | Major        | Dr Langer (par intérim)             |
| 14 avril 1944    | 30 juin 1944     | Hauptmann    | Helmut Mertens                      |
| 1er juillet 1944 | 30 octobre 1944  | Hauptmann    | Ernst Laube                         |
| 30 octobre 1944  | 26 novembre 1944 | Hauptmann    | Horst Haase (mort au combat)        |
| 27 novembre 1944 | 2 décembre 1944  | Hauptmann    | Albert Wirges (mort au combat)      |
| décembre 1944    | 31 mars 1945     | Oberleutnant | Alfred Siedl                        |

### II.Gruppe
Formé le 1er février 1940 à Zerbst avec : 
- Stab II./JG 3 nouvellement créé
- 4./JG 3 nouvellement créée
- 5./JG 3 nouvellement créée
- 6./JG 3 nouvellement créée

Le 18 août 1944, le II./JG 3 augmente à quatre Staffeln :
- 5./JG 3 inchangée
- 6./JG 3 inchangée
- 7./JG 3 à partir de l'ancienne 4./JG 3
- 8./JG 3 à partir de la 4./JG 52

Le 25 novembre 1944, le II./JG 3 est renommé I./JG 7 :
- Stab II./JG 3 devient Stab I./JG 7
- 5./JG 3 devient 1./JG 7
- 6./JG 3 est dissoute
- 7./JG 3 devient 2./JG 7
- 8./JG 3 devient 3./JG 7

Reformé le 25 novembre 1944 à Alperstedt à partir du II./JG 7 avec :
- Stab II./JG 3 à partir du Stab II./JG 7
- 5./JG 3 à partir de la 5./JG 7
- 6./JG 3 à partir de la 6./JG 7
- 7./JG 3 à partir de la 7./JG 7
- 8./JG 3 à partir de la 8./JG 7

Gruppenkommandeur :
| Début            | Fin               | Grade     | Nom                                 |
| ---------------- | ----------------- | --------- | ----------------------------------- |
| 1er février 1940 | 30 septembre 1940 | Hauptmann | Erich von Selle                     |
| 1er octobre 1940 | 23 novembre 1940  | Hauptmann | Erich Woitke (par intérim)          |
| 24 novembre 1940 | 26 juin 1941      | Hauptmann | Lothar Keller (mort au combat)      |
| 27 juin 1941     | 20 novembre 1941  | Hauptmann | Gordon Gollob                       |
| 21 novembre 1941 | 14 avril 1942     | Hauptmann | Karl-Heinz Krahl (mort au combat)   |
| 15 avril 1942    | 3 novembre 1943   | Hauptmann | Kurt Brändle (mort au combat)       |
| 3 novembre 1943  | novembre 1943     | Hauptmann | Heinrich Sannemann (par intérim)    |
| novembre 1943    | 4 décembre 1943   | Hauptmann | Wilhelm Lemke (mort au combat)      |
| 4 décembre 1943  | janvier 1944      | Hauptmann | Heinrich Sannemann (par intérim)    |
| janvier 1944     | 30 mars 1944      | Hauptmann | Detlev Rohwer (mort au combat)      |
| 30 mars 1944     | 22 avril 1944     | Hauptmann | Heinrich Sannemann (par intérim)    |
| 22 avril 1944    | 24 avril 1944     | Hauptmann | Hermann Freiherr Kap-herr (disparu) |
| 24 avril 1944    | 1er mai 1944      | Leutnant  | Leopold Münster (par intérim)       |
| 1er mai 1944     | 25 juin 1944      | Hauptmann | Gustav Frielinghaus                 |
| 25 juin 1944     | juillet 1944      | Hauptmann | Hans-Ekkehard Bob                   |
| juillet 1944     | 25 novembre 1944  | Hauptmann | Herbert Kutscha                     |
| 25 novembre 1944 | 8 mai 1945        | Hauptmann | Gerhard Baeker                      |

### III.Gruppe
Formé le 1er mars 1940 à Iéna avec :
- Stab III./JG 3 nouvellement créé
- 7./JG 3 nouvellement créée
- 8./JG 3 nouvellement créée
- 9./JG 3 nouvellement créée

La 7./JG 3 est temporairement dissoute entre août 1942 et février 1943.
Le 10 août 1944, le III./JG 3 est augmenté à quatre Staffeln :
- 9./JG 3 inchangée
- 10./JG 3 à partir de l'ancienne 7./JG 3
- 11./JG 3 à partir de l'ancienne 8./JG 3
- 12./JG 3 à partir de la 7./JG 52

Le 12./JG 3 est dissoute le 15 mars 1945 et le Gruppe ramené à trois Staffeln.
Gruppenkommandeur :
| Début              | Fin              | Grade        | Nom                                  |
| ------------------ | ---------------- | ------------ | ------------------------------------ |
| 1er mars 1940      | 31 août 1940     | Hauptmann    | Walter Kienitz                       |
| 1er septembre 1940 | 10 novembre 1940 | Hauptmann    | Wilhelm Balthasar                    |
| 11 novembre 1940   | 28 juillet 1941  | Hauptmann    | Walter Oesau                         |
| 1er août 1941      | 12 mai 1942      | Hauptmann    | Werner Andres                        |
| 1er septembre 1941 | 23 novembre 1941 | Oberleutnant | Herbert Kijewski (par intérim)       |
| 18 mai 1942        | 22 juillet 1942  | Major        | Karl-Heinz Greisert (mort au combat) |
| 23 juillet 1942    | 14 juillet 1943  | Hauptmann    | Wolfgang Ewald (capturé)             |
| 20 juillet 1943    | 20 mai 1944      | Hauptmann    | Walther Dahl (en)                    |
| 21 mai 1944        | 8 mai 1945       | Hauptmann    | Karl-Heinz Langer                    |

### IV.Gruppe
Formé le 1er juin 1943 à Neubiberg avec :
- Stab IV./JG 3 nouvellement créé
- 10./JG 3 nouvellement créée
- 11./JG 3 nouvellement créée
- 12./JG 3 nouvellement créée

Le 29 avril 1944, le IV./JG 3 devient IV.(Sturm)/JG 3 et la 11./JG 3 est dissoute, puis reformée à partir de la Sturmstaffel 1.
Le 10 août 1944, le IV.(Sturm)/JG 3 est augmenté à quatre Staffeln :
- 13./JG 3 à partir de l'ancienne 10./JG 3
- 14./JG 3 à partir de l'ancienne 11./JG 3
- 15./JG 3 à partir de l'ancienne 12./JG 3
- 16./JG 3 à partir de la 2./JG 51

La 16./JG 3 est dissoute le 10 mars 1945.
Gruppenkommandeur :
| Début           | Fin              | Grade        | Nom                                       |
| --------------- | ---------------- | ------------ | ----------------------------------------- |
| 1er juin 1943   | 11 février 1944  | Major        | Franz Beyer (mort au combat)              |
| 11 février 1944 | 26 février 1944  | Hauptmann    | Heinz Lang (par intérim)                  |
| 26 février 1944 | avril 1944       | Major        | Friedrich-Karl Müller                     |
| 11 avril 1944   | 18 avril 1944    | Hauptmann    | Heinz Lang (par intérim)                  |
| 18 avril 1944   | 5 décembre 1944  | Hauptmann    | Wilhelm Moritz                            |
| 5 décembre 1944 | 25 décembre 1944 | Hauptmann    | Hubert-York Weydenhammer (mort au combat) |
| 5 janvier 1945  | 17 février 1945  | Major        | Erwin Bacsila                             |
| 17 février 1945 | 25 avril 1945    | Oberleutnant | Oskar Romm (blessé)                       |
| 25 avril 1945   | 27 avril 1945    | Hauptmann    | Gerhard Koall (mort au combat)            |
| 1er mai 1945    | 8 mai 1945       | Hauptmann    | Günther Schack                            |

### Ergänzungsgruppe
La Erg.Staffel/JG 3 est formée en octobre 1940 à Saint-Omer-Wizernes. En avril 1941, elle devient Erg.Gruppe avec :
- Stab Erg.Gruppe/JG 3
- 1. Einsatzstaffel à partir de la 10./JG 3
- 2. Ausbildungsstaffel à partir de la Erg.Sta./JG 3

Le groupe cessa l'entraînement fin juin car il fut un temps envisagé de l'engager lors de l'opération Barbarossa, une idée cependant abandonnée. En revanche, il fut impliqué début juillet pour la protection de navires sur la côte hollandaise et les Îles de la Frise, l'activité aérienne de la Royal Air Force s'étant accrue dans ce secteur depuis le départ de la majorité des escadres de chasse allemandes sur le front Est. Peu avant son transfert au Danemark fin août, deux succès furent obtenus à un jour d'intervalle contre des Spitfire escortant des  Blenheim, le premier étant à mettre au compte du futur as des as de la JG 3, le Leutnant Joachim Kirschner dont ce sera la toute première victoire aérienne.
En janvier 1942, la 1. Einsatzstaffel/JG 3 devient 7./JG 5 et rejoint le III./JG 5 en Norvège. Une nouvelle 1. Einsatzstaffel/JG 3 est donc reformée.
L'Ergänzungsgruppe est dissous le 20 janvier 1942 :
- Stab of Erg.Gruppe/JG 3 devient Stab I./JG 3
- 1. Einsatzstaffel/JG 3 devient 1./JG 3
- 2. Ausbildungsstaffel devient 1./EJGr. Süd

Gruppenkommandeur :
| Début            | Fin          | Grade        | Nom              |
| ---------------- | ------------ | ------------ | ---------------- |
| 1er octobre 1940 | 16 mars 1941 | Hauptmann    | Dr Albrecht Ochs |
| 16 mars 1941     | 24 mars 1941 | Oberleutnant | Erwin Neuerburg  |
| 25 mars 1941     | janvier 1942 | Major        | Alfred Müller    |

### JabostaffelJG 3
Activé en mars 1942 à San Pietro et attachée au II./JG 3.
À partir d'avril 1942, l'unité stationne à Martuba (en) équipée de Messerschmitt Bf 109F-2/B avant d'être absorbée par la 10.(Jabo)/JG 27 le 5 mai 1942.

## Récipiendaires de la Croix de Chevalier[416]
Note : (†) posthume
| Noms                  | Unités         | Croix de Chevalier   | Feuilles de chêne   | Glaives          |
| Günther Lützow        | Stab JG 3      | 18 septembre 1940    | 20 juillet 1941     | 11 octobre 1941  |
| Walter Oesau          | Stab III./JG 3 | avec la JG 51        | 6 février 1941      | 15 juillet 1941  |
| Lothar Keller         | Stab II./JG 3  | 9 juillet 1941       | -                   | -                |
| Hans von Hahn         | Stab I./JG 3   | 9 juillet 1941       | -                   | -                |
| Robert Olejnik        | 1./JG 3        | 27 juillet 1941      | -                   | -                |
| Viktor Bauer          | 9./JG 3        | 30 juillet 1941      | 26 juillet 1942     | -                |
| Helmut Meckel         | 2./JG 3        | 12 août 1941         | -                   | -                |
| Max Bucholz           | Stab I./JG 3   | 12 août 1941         | -                   | -                |
| Kurt Sochaty          | 7./JG 3        | 12 août 1941         | -                   | -                |
| Franz Beyer           | 8./JG 3        | 30 août 1941         | -                   | -                |
| Georg Schentke        | 9./JG 3        | 4 septembre 1941     | -                   | -                |
| Hans Stechmann        | 9./JG 3        | 4 septembre 1941     | -                   | -                |
| Winfried Schmidt      | 8./JG 3        | 18 septembre 1941    | -                   | -                |
| Gordon Gollob         | Stab II./JG 3  | 18 septembre 1941    | 26 octobre 1941     | avec la JG 77    |
| Detlev Rohwer         | Stab I./JG 3   | 5 octobre 1941       | -                   | -                |
| Georg Michalek        | 4./JG 3        | 4 novembre 1941      | -                   | -                |
| Walter Ohlrogge       | 5./JG 3        | 4 novembre 1941      | -                   | -                |
| Eberhard von Boremski | 9./JG 3        | 3 mai 1942           | -                   | -                |
| Ekhard Hübner         | 7./JG 3        | 3 mai 1942 (†)       | -                   | -                |
| Hans Schleef          | 7./JG 3        | 9 mai 1942           | -                   | -                |
| Kurt Brändle          | Stab II./JG 3  | 1er juillet 1942     | 27 août 1942        | -                |
| Hans Fuss             | 6./JG 3        | 23 août 1942         | -                   | -                |
| Otto Weßling          | 2./JG 3        | 3 septembre 1942     | 20 juillet 1944 (†) | -                |
| Helmut Mertens        | 1./JG 3        | 4 septembre 1942     | -                   | -                |
| Wolf-Dietrich Wilcke  | Stab/JG 3      | avec la JG 53        | 9 septembre 1942    | 28 décembre 1942 |
| Wilhelm Lemke         | 9./JG 3        | 9 septembre 1942     | 25 novembre 1943    | -                |
| Alfred Heckmann       | 5./JG 3        | 19 septembre 1942    | -                   | -                |
| Werner Lucas          | 4./JG 3        | 19 septembre 1942    | -                   | -                |
| Siegfried Engfer      | 9./JG 3        | 2 octobre 1942       | -                   | -                |
| Heinz Kemethmüller    | 8./JG 3        | 2 octobre 1942       | -                   | -                |
| Franz Schwaiger       | 3./JG 3        | 29 octobre 1942      | -                   | -                |
| Wolfgang Ewald        | Stab III./JG 3 | 9 décembre 1942      | -                   | -                |
| Ludwig Hafner         | 3./JG 3        | 21 décembre 1942 (†) | -                   | -                |
| Leopold Münster       | 4./JG 3        | 21 décembre 1942     | 12 mai 1944 (†)     | -                |
| Joachim Kirschner     | 5./JG 3        | 23 décembre 1942     | 2 août 1943         | -                |
| Helmut Rüffler        | 1./JG 3        | 23 décembre 1942     | -                   | -                |
| Kurt Ebener           | 4./JG 3        | 7 avril 1943         | -                   | -                |
| Wolf-Udo Ettel        | 4./JG 3        | 1er juin 1943        | avec la JG 27 (†)   | -                |
| Emil Bitsch           | 8./JG 3        | 29 août 1943         | -                   | -                |
| Gustav Frielinghaus   | 11./JG 3       | 5 février 1944       | -                   | -                |
| Walther Dahl          | Stab III./JG 3 | 11 mars 1944         | avec la JG 300      | -                |
| Klaus Quaest-Faslem   | Stab I./JG 3   | 9 juin 1944 (†)      | -                   | -                |
| Hans Grünberg         | 5./JG 3        | 9 juin 1944          | -                   | -                |
| Wilhelm Moritz        | Stab IV./JG 3  | 18 juillet 1944      | -                   | -                |
| Franz Ruhl            | 4./JG 3        | 27 juillet 1944      | -                   | -                |
| Hans Weik             | 10./JG 3       | 27 juillet 1944      | -                   | -                |
| Willi Unger           | 15./JG 3       | 23 octobre 1944      | -                   | -                |
| Horst Haase           | 16./JG 3       | 24 octobre 1944      | -                   | -                |
| Werner Gerth          | 14./JG 3       | 29 octobre 1944      | -                   | -                |
| Oskar Zimmermann      | 14./JG 3       | 29 octobre 1944      | -                   | -                |
| Klaus Neumann         | 16./JG 3       | 9 décembre 1944      | -                   | -                |
| Ekkehard Tichy        | 13./JG 3       | 27 janvier 1945 (†)  | -                   | -                |
| Karl-Heinz Langer     | Stab III./JG 3 | 20 avril 1945        | -                   | -                |
| Werner Schröer        | Stab JG 3      | avec la JG 27        | avec la JG 27       | 16 avril 1945    |
| Herbert Bareuther     | 14./JG 3       | 5 mai 1945 (†)       | -                   | -                |